# Música de América Latina
La música de América Latina comprende géneros autóctonos de la región como el bolero, Son, la salsa, la bossa nova, la música tropical, el merengue o la bachata, vallenato, la ranchera, el tango, el Xuc, entre otros, y también los géneros que derivan de estilos más internacionales como el pop, el reguetón, Dembow el trap, el rock o el jazz latino.

## Antigüedad de la expresión «música latina»

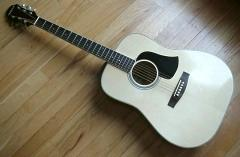
Guitarra acústica.

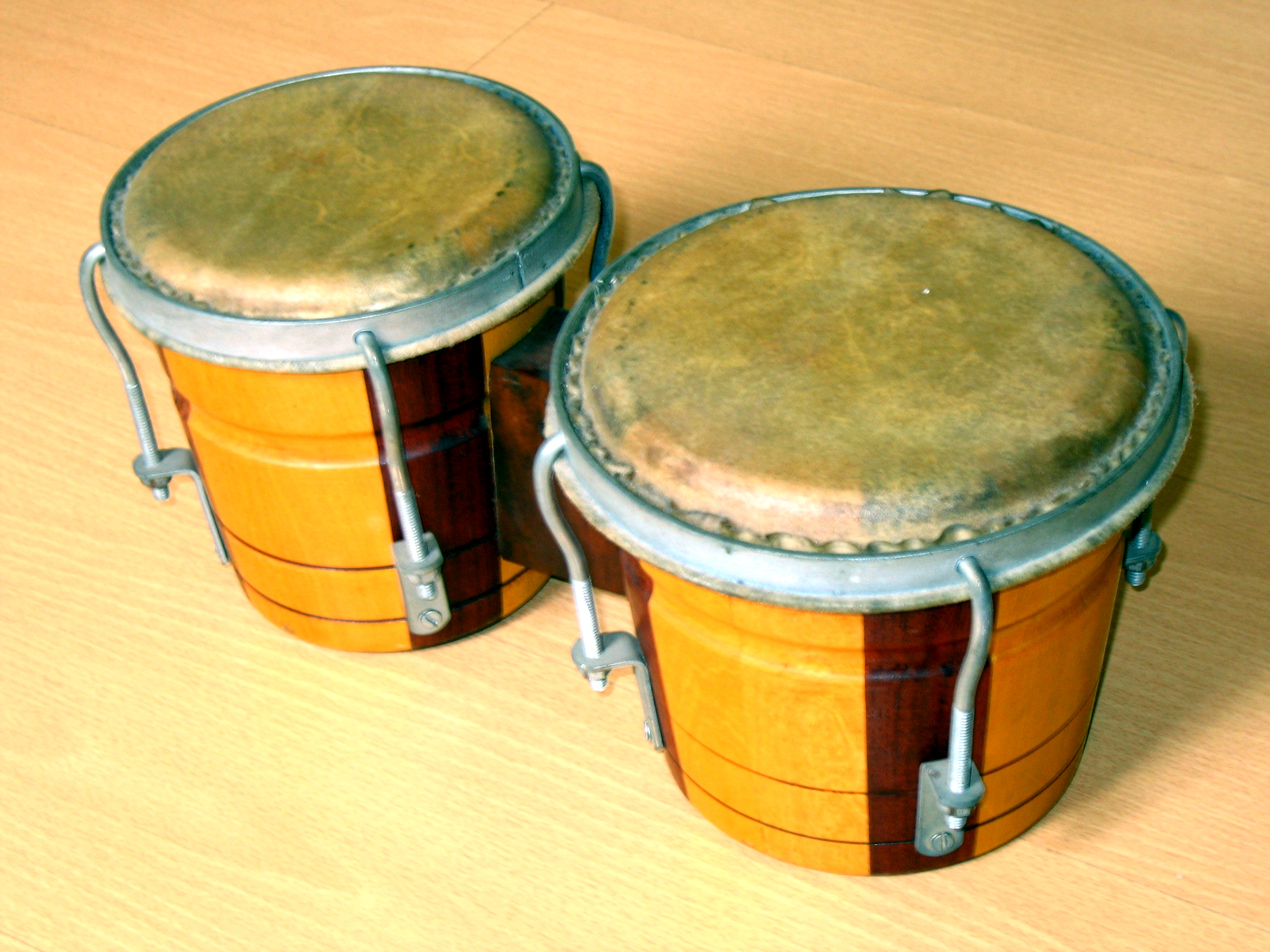
Bongoes.

El término empleado popularmente «música latina» («latin music» en inglés) se empezó a utilizar a partir de los años 50 en los Estados Unidos para referirse a los ritmos musicales típicos de América Latina, buscando una diferenciación entre los estilos de origen afrodescendiente de los afrolatinoaméricanos. En este sentido, se considera que forman parte de la música latina un gran número de géneros: el merengue, la bachata, la salsa, el dancehall, el Grimey, la bossa nova, la cumbia, el tango, el fado, la milonga, el rock latino; desde la música norteña de México a la sofisticada habanera de Cuba, desde las sinfonías de Heitor Villa-Lobos a los sencillos sonidos de la quena. El único elemento en común que tienen estas músicas es el uso de los idiomas latinos, predominantemente el español y el portugués de Brasil, aunque en este último país se prefiere el término música de América Latina.
El término “música latina” es un neologismo de origen angloamericano que está en directa relación con el uso del término Latino en los Estados Unidos, y que hace creer que se trata de un solo género musical que engloba a todos los países al sur de los Estados Unidos y que incluiría a la vez tanto música amerindia, músicas criollas, músicas afroamericanas, así como música moderna y pop rock interpretada por cantantes originarios de estos países, pero también, aunque vagamente, el concepto de música latina también se hace extensivo a la música de España y ocasionalmente a la de Italia. Si se emplea en términos estrictos, abarcaría a la música de los países latinos de Europa, y en una interpretación forzada a la de los países de África y Asia excolonias de España, Portugal y Francia
Para algunos, la expresión “música latina” designa por igual a las músicas andinas que son en su mayoría de origen indígena y a los géneros caribeños que, estrictamente hablando, no son latinos y tienen un gran componente africano, tal como la música jamaiquina, la música de Trinidad y Tobago (calypso/soca), y la música creole de Haití, Guadalupe o de la Martinica.
Para los medios de comunicación y la mayoría del público, la música latina es esencialmente interpretada en el idioma español, aunque también puede incluir otros géneros, así pues es normal encontrar en las tiendas de música que se ofrezca como música latina cualquier género sin mayor diferenciación.
Por estas razones, el término música de América Latina es más idóneo y preciso que el neologismo música latina.
El término música latinoamericana es usado en medios musicales europeos para referirse también a la música clásica que fue compuesta en países de América Latina durante el periodo colonial (siglo XVII-XIX).

## Características y géneros
En su forma más generalizada, la música Latina es interpretada en español. 
Existen diversos estilos de música latina en el continente americano, en los cuales predomina en diferente grado elementos musicales europeos, africanos o indígenas. En el pasado habían sugerido posiciones extremas, como que la música latina estaba privada de la influencia africana, o por el contrario, que era puramente africana y carecía de elementos indígenas y europeos. Hoy en día, está generalmente aceptado que los ritmos latinos son sincréticos. Específicamente, las formas españolas de composición de canciones, los ritmos africanos y la armonía europea son partes importantes de la música tropical latina, así como de los géneros más modernos como el rock, el heavy metal, el punk, el hip hop, el jazz, el ska, el reggae,el reguetón y el R&B.

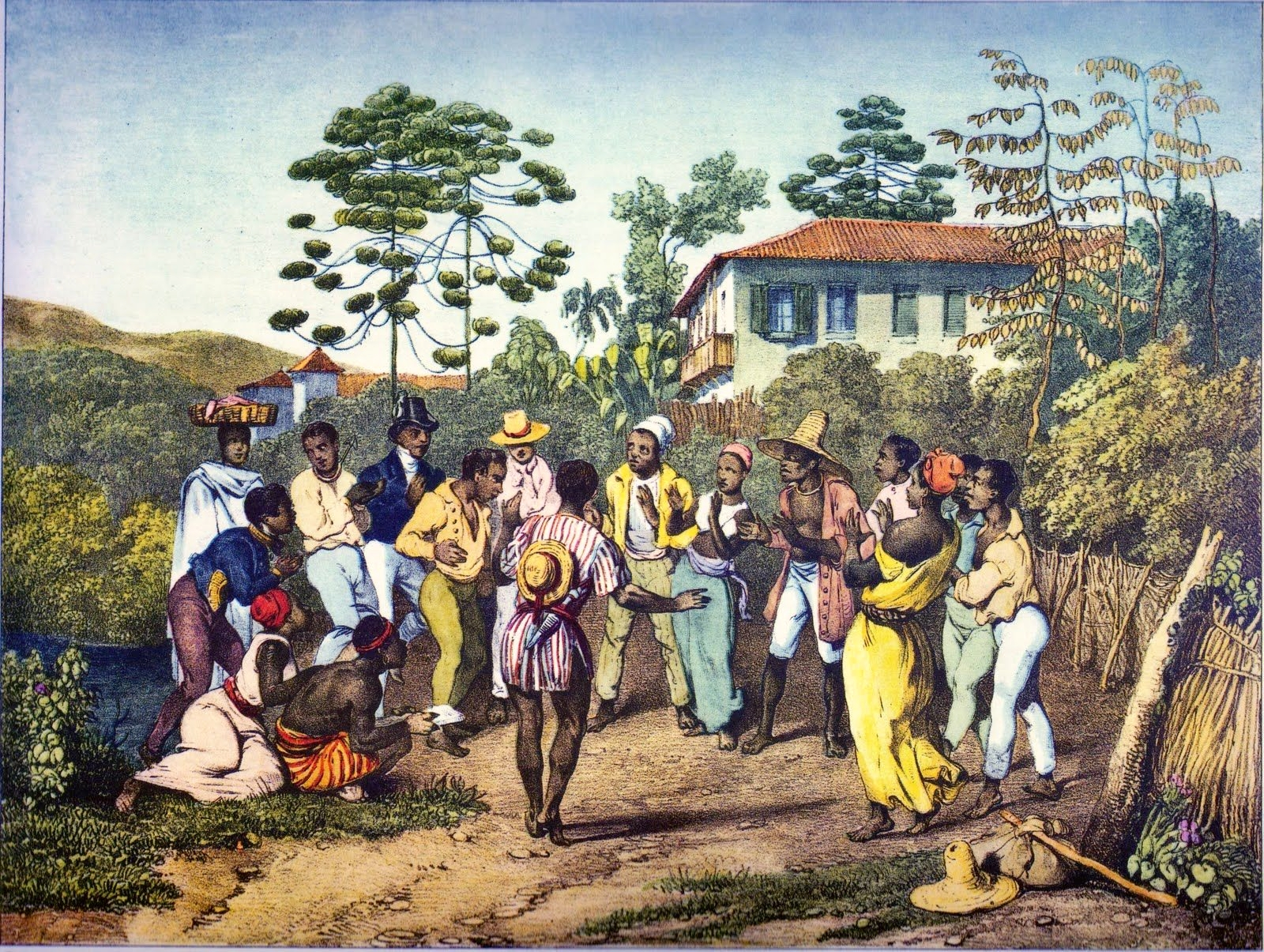
El batuque, influencia africana de la samba, practicada en Brasil durante el, en una pintura de Johann Moritz Rugendas.

La décima, forma de componer canciones de origen español en donde hay diez líneas de ocho sílabas cada una, fue la base de muchos estilos de canciones latinoamericanas. La influencia africana es, asimismo, central en los ritmos latinos, y es la base de la rumba cubana, la bomba y la plena de Puerto Rico, el tamborito panameño, la cumbia colombiana y la cumbia panameña, la Samba brasileña, la marimba ecuatoriana y de varios estilos peruanos como el festejo, el landó, el panalivio, el socabón, el son de los diablos o el toro mata. En Perú hay regiones donde la influencia musical africana se entremezcla con la gitana. Ejemplos de esto se hallan por todo el norte y centro del país en ritmos tales como la zamacueca, la marinera y la resbalosa (o refalosa). Uno de los mestizajes musicales más raros, la influencia afrogitana se nutre de la cultura andina, dando origen a ritmos como el tondero, la cumanana y el vals peruano. En Argentina y Uruguay, la influencia africana tuvo muchísimo que ver en la formación de ritmos tales como: la chacarera, el malambo, la payada, el tango, la milonga (campera y urbana); y por supuesto, el candombe uruguayo y argentino, con sus variantes (el afroporteño, el afrolitoraleño, etc.).
Otros elementos musicales africanos son más prevalentes en la música religiosa de tradiciones sincréticas y multifacéticas, como el Candomblé brasileño y la santería cubana.
La síncopa, técnica musical en donde se prolonga el sonido de una nota de un compás, es otra característica de la música latinoamericana. El énfasis africano en el ritmo también se heredó, y se expresa mediante la primacía dada a los instrumentos de percusión (que en conjunto se conocen como “percusión latina”). El estilo de llamada y respuesta es común en África, y también está presente en la música de América Latina.

## Música indígena precolombina

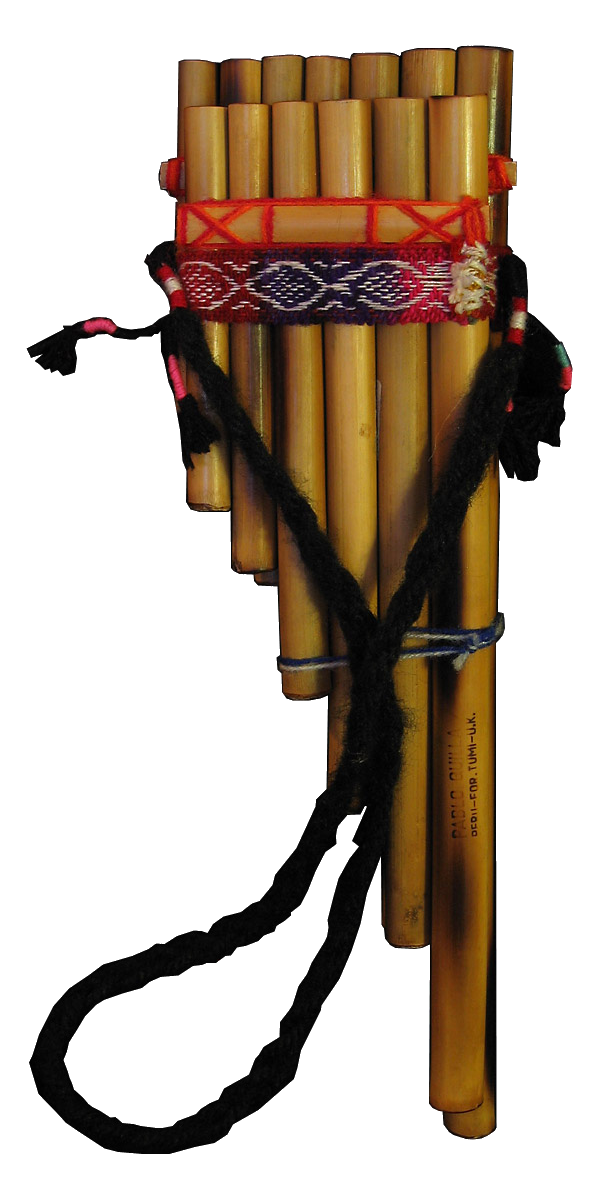
Zampoña, instrumento típico de la música andina.

Muy poco se sabe con certeza sobre la música en el continente americano precolombino. Las antiguas civilizaciones mesoamericanas de los Mayas y los Aztecas tocaban instrumentos entre los cuales se incluyen el tlapitzalli (flauta), el teponatzli (tambor de madera), una especie de trompeta hecha de caracola, varios tipos de sonajas y escofinas y el huehuetl (timbal). Los primeros escritos de los colonizadores españoles indicaban que la música azteca era enteramente religiosa, y era ejecutada por músicos profesionales; algunos instrumentos eran considerados sagrados, y los errores en la ejecución de éstos era castigada por ser posiblemente una ofensa a los dioses. Algunas representaciones pictóricas indican que la ejecución en conjuntos era bastante corriente. Instrumentos similares se encuentran entre los Incas, quienes tenían como instrumentos una amplia variedad de ocarinas y zampoñas. También el kültrún mapuche es un instrumento precolombino; con el cual se toca el loncomeo (ritmo originalmente tehuelche adoptado por los mapuches-tehuelches); este ritmo es un ritmo folklórico de Argentina y Chile, sobre todo de la Patagonia.

## Música indígena, colonial y moderna
La música indígena en algunos países andinos (Ecuador, Perú y Bolivia) tiende a la utilización prominente de instrumentos de viento usualmente elaborados en madera y cañas, así como en huesos de animales. El ritmo es usualmente mantenido con tambores cubiertos con madera y cueros con patrones rítmicos simples de variados tempos. También esto es acompañado de instrumentos con estilo de sonajas hechos de pezuñas, guijarros o semillas. Los instrumentos de cuerda de origen europeo y mediterráneo han tenido adaptaciones locales: el charango y la mandolina.

## Orígenes

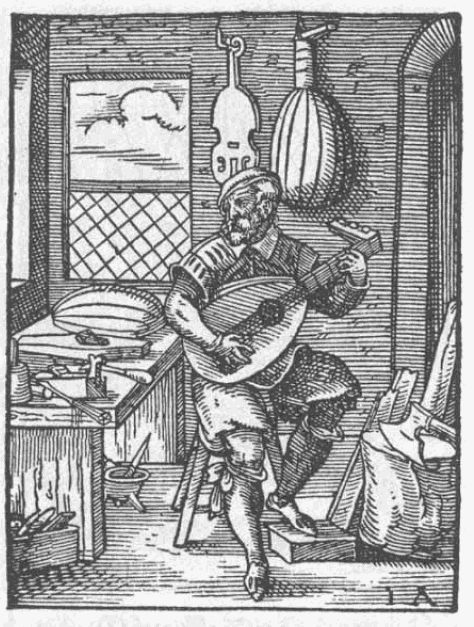
El laúd fue adoptado del mundo árabe. Dibujo hecho en 1568.

La llegada de los españoles y su música marca el inicio de la música latinoamericana. En las épocas inmediatamente anteriores había existido en España y Portugal una coexistencia de diversos grupos étnicos, incluyendo árabes, moros del norte de África, cada cual con sus propias manifestaciones musicales, que contribuyeron a la evolución primigenia de la música latina. Muchos instrumentos musicales de los moros fueron adoptados en España, por ejemplo, y el estilo de canto nasal norteafricano y su frecuente uso de la improvisación también fueron recogidos por los ibéricos. De la Europa Continental, España adoptó la tradición francesa de los trovadores, la cual en el siglo XVI fue parte importante de la cultura española. De esta herencia se mantuvo el formato de composición lírica de la décima, la cual se mantiene como parte fundamental de la música latinoamericana, estando presente en los corridos, boleros, y vallenatos.
Algunos pueblos modernos de América Latina son esencialmente africanos, como los garífunas de América Central, y su música refleja su aislamiento de la influencia europea. Sin embargo, en general, los esclavos africanos llegaron al continente americano modificando sus tradiciones musicales, adaptando los estilos rítmicos africanos a las canciones europeas o viceversa. La primera manifestación musical de la independencia de nuestros países latinoamericanos es el himno nacional.

## Música popular

### Argentina

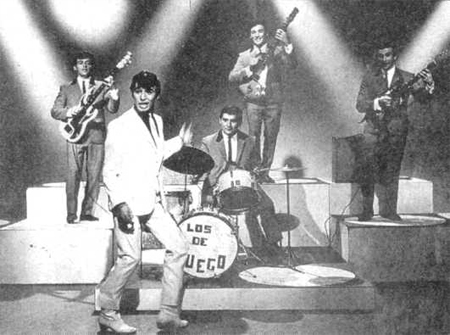
El trompetista argentino Eddie Pequenino y su grupo Mr. Roll & sus Rockers junto a Billy Cafaro son considerados los pioneros del Rock and roll en Argentina, quienes influenciaron decisivamente el nacimiento del rock argentino. La semejanza del primero con Bill Haley es notable.

El tango es tal vez el estilo musical más famoso de Argentina, siendo conocido en el mundo entero, entre sus referentes se encuentran: Julio Sosa; Piazzolla; Carlos Gardel; Roberto Goyeneche; etc. Otros ritmos musicales incluyen la chacarera y el chamamé. El rock argentino comenzó a ser popular a fines de la década del '70, con grupos como Pescado Rabioso, Almendra, Pappo, Patricio Rey y sus Redonditos de Ricota; Soda Stereo; Sumo; entre otros. Además el sentido del tango (baile típico de Argentina) es demostrar pasión y cortejar a la persona con quien se baila este.
La música folclórica es en la Argentina un género musical muy fuerte al igual que el tango; solo que este es más bailado en todo lo que es el interior del país en el cual cada región aunque sea el mismo género tiene su propio ritmo; uno muy famoso el chamamé o también está la milonga, etc. En Buenos Aires también es muy bailado y muy famoso a pesar de que el tango es el ritmo más popular, el folclore está muy relacionado.
El cuarteto cordobés fue un ritmo muy rechazado, ya que era un género que era tocado por gente de clase baja. Más tarde poco a poco este género fue creciendo y a medida que fue creciendo, fue cada vez más aceptado por la gente de Córdoba y más tarde reconocido y escuchado en casi todo el país.

### Bolivia
La música de Bolivia surge posterior al período nacionalista de los años 50, las culturas quechua y aimara lograron una mayor y mejor aceptación, como consecuencia de esto, los estilos de música representativos tuvieron un periodo de fusión gradual con el pop. Los Kjarkas jugaron un papel importante en esta fusión, y en popularizar la música folclórica en el país, siendo una de las más grandes controversias cuando se inició un juicio contra una agrupación brasilera que plagio el tema “Llorando se fue” e interpretándola en ritmo Lambada cuando la versión original es en ritmo de saya. Otras formas de música como la danza del caporal (saya) y el taquirari son muy difundidas.

### Brasil

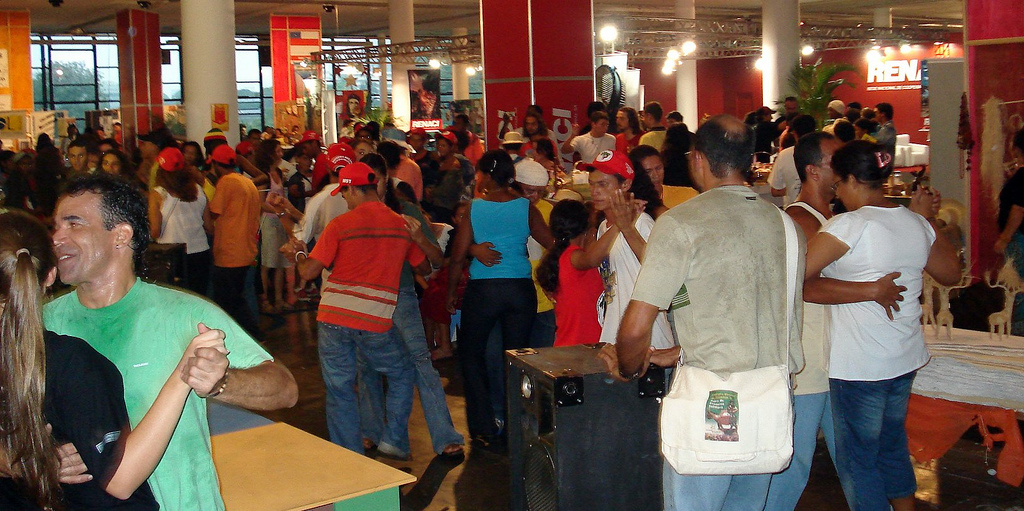
Forró es fiesta en Sergipe.

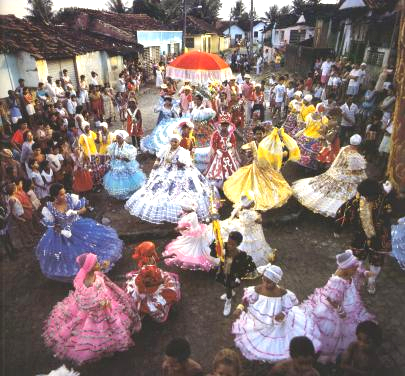
Grupo de carnaval de Maracatu en Recife, capital de Pernambuco.

Brasil es un país geográficamente extenso y diverso aspectos culturales. Posee una gran historia en el desarrollo de la música popular, que incluye desde la innovación a comienzos del siglo XX del samba hasta la moderna Música Popular Brasileña (MPB) y el tropicalismo. La bossa nova y jazz latino, que son internacionalmente conocidos.
Con el paso del tiempo y con el aumento de los intercambios culturales con países más allá del al imperio portugués, elementos musicales típicos de otros países se vuelven importantes, como fue el caso de la ópera italiana y francesa y el bailes como la zarzuela, la zamba, el bolero y la habanera origen español, las polcas y valses, muy populares entre los siglos XVIII y XIX, y de jazz estadounidense en el siglo XX, que encontraron terreno fértil en Brasil, donde enraizaron y se transformaron.
Con gran participación negra, la música popular desde finales del siglo XVIII comenzó a mostrar signos de la formación de un sonido característico brasileño. En la música clásica, sin embargo, a pesar de tal diversidad de elementos, apareció tardíamente pero siguiendo de cerca —dentro de las posibilidades técnicas locales en comparación con los principales centros europeos o con México y Perú— lo que acontecía en Europa y algo menos en la América española en cada período. Así, un carácter específicamente brasileño se hará presente hasta llegar a la gran síntesis realizada por Villa Lobos, ya a mediados del siglo XX.
Otros ritmos de Brasil, los más exitosos en territorio nacional, son: el Forró, originario del nordeste. El Calipso, el Brega, el Tuturuwá, el Carimbó en el norte. Al sur de Brasil y centro-oeste el ritmo sertanejo (escuchado en todo país) se asemeja al chamamé de Argentina con fuerte presencia de la zanfona.
El choró es otra de las tantas músicas brasileñas en la que se emplean generalmente guitarras de siete cuerdas, guitarra, mandolina, flauta, cavaquinho y pandeiro.
Este género ya posee más de 130 años de existencia; que nace a partir de la llegada de la familia real portuguesa, donde llegaron varios instrumentos nuevos a Brasil, como el piano, el clarinete, la guitarra, el saxofón, la mandolina y el cavaquinho, pero también la llegada de varias danzas como el vals,  la quadrille, la mazurca, la modinha, el minueto, el chotis y la polca.
El género nace a partir de que las clases sociales se cansan del imperialismo portugués , por lo que se empiezan a crear ritmos musicales para expresar el odio; de ahí nace el choró.
El género musical y danza más popular en Brasil es el samba. El Samba es un género de danza y música brasileña que se originó entre las comunidades afrobrasileñas de Bahía. Sin embargo, su verdadero desarrollo ocurrió en Río de Janeiro durante el siglo XIX. El samba en Brasil es uno de los principales elementos de la cultura brasileña. Forma parte del día a día de su gente y reconocida por la UNESCO como Patrimonio Cultural Inmaterial de la Humanidad.
El samba tiene sus orígenes con los esclavizados africanos en Brasil. Empezaron a mezclar sus ritmos con ritmos europeos, como la polka y el vals. Los esclavizados solían tocar sus instrumentos, cantar y bailar en círculo, creando el Samba de Roda. Sin embargo, en ese momento, este tipo de ritmos estaban mucho más íntimamente ligados a las celebraciones y rituales religiosos que al entretenimiento en sí.
Los historiadores dicen que el samba se originó en Bahía, pero se fortaleció en Río de Janeiro en el siglo XIX cuando Río se convirtió en la capital del Imperio portugués. Sin embargo, al igual que la Capoeira, las religiones afrobrasileñas y cualquier otro tipo de expresión africana, el Samba no se veía con buenos ojos. Por eso, los músicos y los amantes del samba comenzaron a esconderse en las casas de la gente para celebrar su música. Fue entonces cuando el género musical comenzó a desarrollarse en los barrios marginales del centro de la ciudad, especialmente en los templos del Candomblé.
Nombres importantes del samba en Brasil como Pixinguinha, Heitor dos Prazeres y Donga se involucraron en estos eventos en ese entonces. También comenzaron a asistir a las fiestas periodistas y autores famosos, como Francisco Guimarães, Manuel Bandeira y Mário de Andrade.
A fines del siglo XIX, el samba comenzó a crecer entre los barrios marginales de Río y la población en general, estableciéndose como un género musical.
A partir de la década de 1930, el samba encontró espacio con la industria fonográfica y la radio. Para entonces, la gente también relacionaba Samba con Carnaval y fiestas de salón. Fue entonces cuando el Samba se convirtió en uno de los principales elementos de la cultura brasileña y se le puede considerar símbolo nacional musical.

### Chile

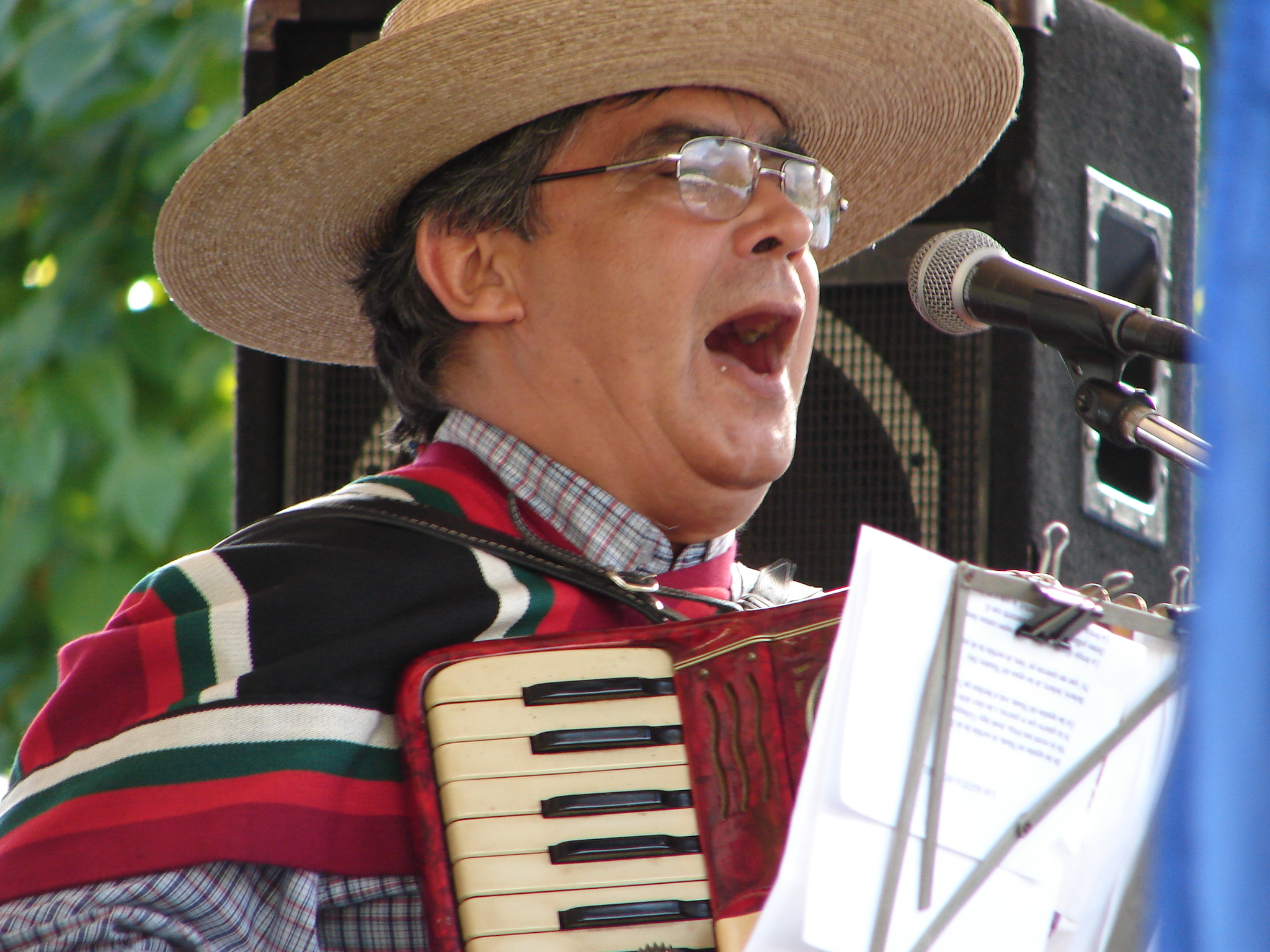
Huaso chileno interpretando música folclórica

La música de Chile reúne tanto el espíritu de los aborígenes andinos del Altiplano, como los ritmos coloniales españoles. Algunos ritmos propios de este país son el cachimbo, el rin, la sirilla, además de la cueca, considerado el baile nacional cual proviene de raíces africanas congoleñas  como la zamba-clueca y la zamacueca dieron vida por evolución a la cueca chilena, historia Nicómedes Santa Cruz. Obras Completas II. Investigación (1958-1991).
Aparte el movimiento musical de la Nueva Canción Chilena ha sido de profunda influencia en la canción de protesta latinoamericana de los años 60s y 70s. “Esta tendencia musical surgió en el contexto de condicionantes sociales que marcaron la época: la Revolución Cubana, la muerte del Che, la guerra de Vietnam, etc., brindan el trasfondo para un nuevo tipo de canciones con mensajes más directos y comprometidos y conciencia social”. Entre muchos compositores destacaron Luis Enrique Gatica Silva, artísticamente conocido como Lucho Gatica El rey del bolero,  En la década de 1950, Chile experimentó un cambio musical al imponerse el bolero sobre el tango como género musical favorito. 
Víctor Jara, Violeta Parra, los grupos Quilapayún e Inti-Illimani, Quelentaro entre otros y obras tales como la Cantata de Santa María de Iquique. Ya el funk, el hip-hop, y el rock nacional surgidos posteriormente perduran como ritmos típicos del país como el caso de Los Jaivas, Los Tres o Los Prisioneros que tienen un tipo muy distinto de protesta.
En la última década, la música chilena ha tenido distintos tipos musicales en variados géneros destacados, como la nueva cumbia chilena.
Géneros extranjeros como la cumbia colombiana, el jazz y el heavy metal son también muy populares.

### Colombia
El folclor es el compendio de todas las manifestaciones de la cultura popular e incluye por lo tanto, las leyendas, los cuentos, las danzas, las tradiciones, la música y multitud de expresiones artísticas diversas. El folclor colombiano es muy rico, tanto en el número, como en la variedad de sus manifestaciones, a tal punto que cada una de las distintas regiones geográficas del país, posee sus características folclóricas propias. La cumbia es el baile representativo del país. También bailes como el fandango dejaron como descendiente al joropo, típico de los Llanos Orientales. Las raíces africanas son más o menos comunes en las regiones costeñas de Colombia. Además de las culturas andinas y africanas, se tiene como ancestro la cultura española que como las coplas, la trajeron los conquistadores; lo mismo que la costumbre de festejar a los santos católicos como el San Pedro, célebre en el Tolima y el Huila; la fiesta de la Candelaria en Cartagena, las fiestas de la Virgen del Carmen y de la Inmaculada Concepción en todo el país.
Sus principales exponentes son Guillermo Buitrago, Pedro Laza, Fruko y sus tesos, Lucho Argain, Pastor López, Jorge Oñate La Sonora Dinamita, Alfredo Gutiérrez, Lisandro Meza,  Aniceto Molina, Diomedes Díaz y El Binomio de Oro de América. 

#### Música Andina Colombiana
Entre los géneros musicales andinos de Colombia sobresalen el Bambuco, uno de los géneros musicales autóctonos más reconocidos y representativos del país, el Pasillo, género autóctono con características folclóricas, originario de la Cordillera de los Andes colombiana en las primeras décadas del siglo XIX, el Sanjuanero, el Rajaleña, la Guabina, el Torbellino, entre otros.

#### Música de la Costa Caribe Colombiana

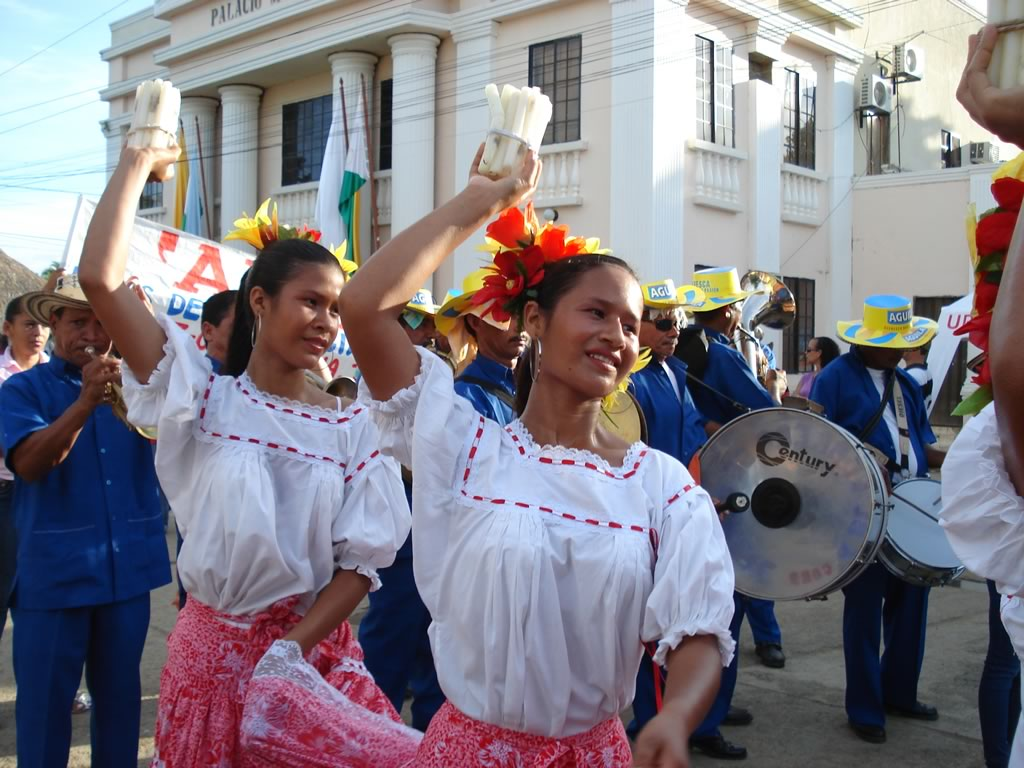
Bailadoras de cumbia.

Algunos de los ritmos y géneros de música caribeña de Colombia son:
- Cumbia, ritmo folclórico de la Costa Caribe que tuvo alta popularidad en los años 60 y 70; en la actualidad también es muy escuchada en toda América.
- Mapalé, ritmo de ascendencia africana.
- Bullerengue, ritmo de ascendencia negra interpretado exclusivamente por mujeres.
- Porro, ritmo alegre y fiestero, propicio para el baile en parejas.
- Vallenato, género que se interpreta tradicionalmente con tres instrumentos, acordeón diatónico, guacharaca y caja vallenata.

### Costa Rica
La música de Costa Rica está representada por expresiones musicales como la parrandera, el tambito, el vals, el bolero, la cuadrilla, el calipso, el chiquichiqui, el mento, el corrido y la callera. Todos ellos surgidos de los procesos migratorios y los intercambios históricos entre indígenas, europeos y africanos. Algunos instrumentos típicos son el quijongo, la marimba, las ocarinas, el bajo de cajón, el sabak, las flautas de caña, el acordeón, mandolina y la guitarra.

### Cuba
Cuba ha producido muchos de los estilos musicales más extendidos por el mundo, así como un número importante de músicos renombrados en una variedad de ritmos, entre los que se pueden nombrar la Habanera, la salsa (si fue inventada en cuba), canto nuevo, el chachachá, el mambo, la Nueva Trova, la Rumba, el Guaguancó, el Bolero, el Danzón y Danzonete, el son cubano y son montuno (que juntos a la diversidad de ritmos en Nueva York crearon la salsa). Géneros que influenciaron a la creación de otros géneros en toda América Latina y el resto del Caribe.

### República Dominicana
El Merengue ha sido popular en República Dominicana por muchas décadas, y es una especie de símbolo nacional. La Bachata es más reciente. Derivada de música rural del país, la bachata ha evolucionado y crecido en popularidad desde los últimos 40 años. A partir del siglo XXI se han generado nuevas sonoridades y se ha gestado lo que se denomina mambo callejero, mambo de calle o street mambo con la estructura básica del Merengue clásico se ha incorporado la tecnología por lo cual también se le llama mambo electrónico.

### Ecuador
En Ecuador hay cuatro corrientes de estilos musicales. Entre la música culta, se encuentran el Pasillo, el pasacalle, el yaraví, el sanjuanito y la tonada. La música indígena es la comúnmente denominada música andina, mientras que entre la música negra destaca la bomba del chota.

#### Sanjuanito
De la música y danza de los mestizos e indígenas del Ecuador, el Sanjuanito es considerado como el más representativo. Actualmente se interpreta con instrumentos autóctonos del Ecuador como: el rondador, Pingullo, Bandolín, Dulzainas. El Sanjuanito surgió en lo que hoy es San Juan de Iluman perteneciente al Cantón Otavalo, Imbabura. Deriva su nombre a que se lo baila en las fiestas en honor de san Juan Bautista. El Sanjuanito, forma parte del repertorio en fiestas populares y reuniones sociales de todo el país.
Se danza con el vestuario rojo de la comunidad del Natabuela, con alpargatas blancas, sombreros de varios colores y collares.
Generalmente es interpretado con instrumentos autóctonos del Ecuador como el bandolín, el pingullo, la dulzaina,  el rondador, y también con otros instrumentos extranjeros como la quena, la zampoña, la guitarra y los bombos.

### El Salvador
El Salvador  es un país de América Central, cuya cultura es una mezcla de, náhuat-pipiles, lencas, cacaoperas y españoles y nada o casi nada de ascendencia africana, debido a una ley impuesta por los españoles y criollos alrededor del siglo XVII, la cual fue mantenida por las autoridades aún después de la Independencia con España en 1821 y abolida hasta casi finales del siglo XX, en la que no se permitía que las personas descendientes de africanos ingresaran al país.
El Salvador es pues la sumatoria de rasgos de las diferentes culturas que se han mezclado entre su gente a lo largo de su historia.
En su música incluye cantos religiosos, sobre todo Católicos, usados para celebrar la Navidad y otras fiestas, especialmente para conmemorar al Santo Patrono de una determinada población.
Los estilos populares en El Salvador moderno incluyen: cumbia, merengue, salsa entre otros.

### Guatemala
La música de Guatemala Es el son, reúne en sí una amplia gama de estilos de distintas proveniencias. A través de las diferentes etapas históricas se manifiesta una riqueza musical y cultural de características muy propias y de validez universal. Edgar Ricardo Arjona Morales, conocido como Ricardo Arjona, es un cantautor guatemalteco , exjugador de baloncesto y profesor de escuela.
También el rapero guatemalteco Eliseo Js fundador del sello discográfico Js Studios Gt quien se ha caracterizado por escribir temas como "La curiosidad remix" y "Mis lagrimas"

### Honduras
- Folclore de Honduras

### México
- Música prehispánica de México
- Música folclórica de México
- Música clásica de México

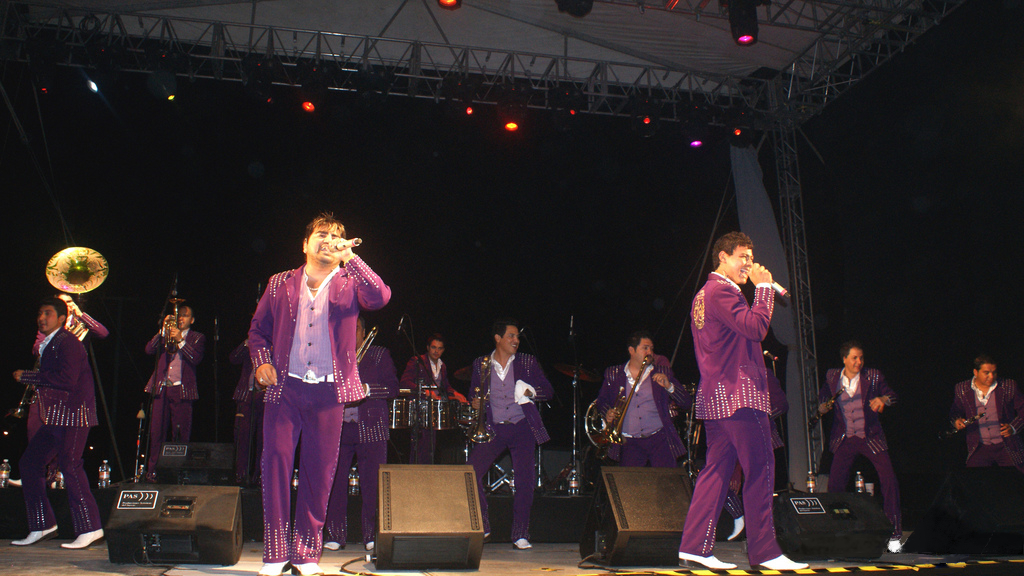
En México existe también la banda sinaloense y el género grupero, siendo esta una música representativa del país.

La música mexicana tiene diferentes géneros musicales, como son: mariachi, norteño, grupero. Indudablemente, la música de mariachi es la más popular de México y, según el Consejo nacional para la cultura y las artes de México, la más popular del mundo.
El huapango, la canción ranchera, los jarabes, los corridos (populares también en Colombia), la banda sinaloense, los boleros, los sones abajeños, el son de marimba y el son jarocho forman parte de la variedad de géneros existentes en el país. A pesar de todo, se conserva hasta el día de hoy la interpretación y grabación de música prehispánica.
Muchas de las canciones más famosas y tradicionales de México son conocidas en todo el mundo, aunque el origen mexicano de esas composiciones a veces no es claro para quien no está familiarizado con la cultura mexicana, y se les asocia a la cultura del país en general. «Cielito Lindo», «La Bikina», «La Bamba», «Solamente Una Vez» o «Bésame Mucho» son algunos de los ejemplos más claros; siendo este último tema el más interpretado, y traducido a decenas de idiomas en el mundo.
La primera orquesta típica se formó en México y es la Orquesta Típica de la Ciudad de México.

### Nicaragua
El ritmo musical que dota de identidad nacional propia a Nicaragua es el llamado Son nica, Otros estilos populares incluyen la Polka, la Mazurca y el Jamaquello. En el Caribe nicaragüense, el Palo de Mayo y la salsa. Luis Enrique Mejía López conocido como Luis Enrique, el príncipe de la salsa es un reconocido intérprete, músico, compositor y productor de origen nicaragüense que ha desarrollado una exitosa carrera musical en los ritmos de salsa, pop y jazz.

### Panamá

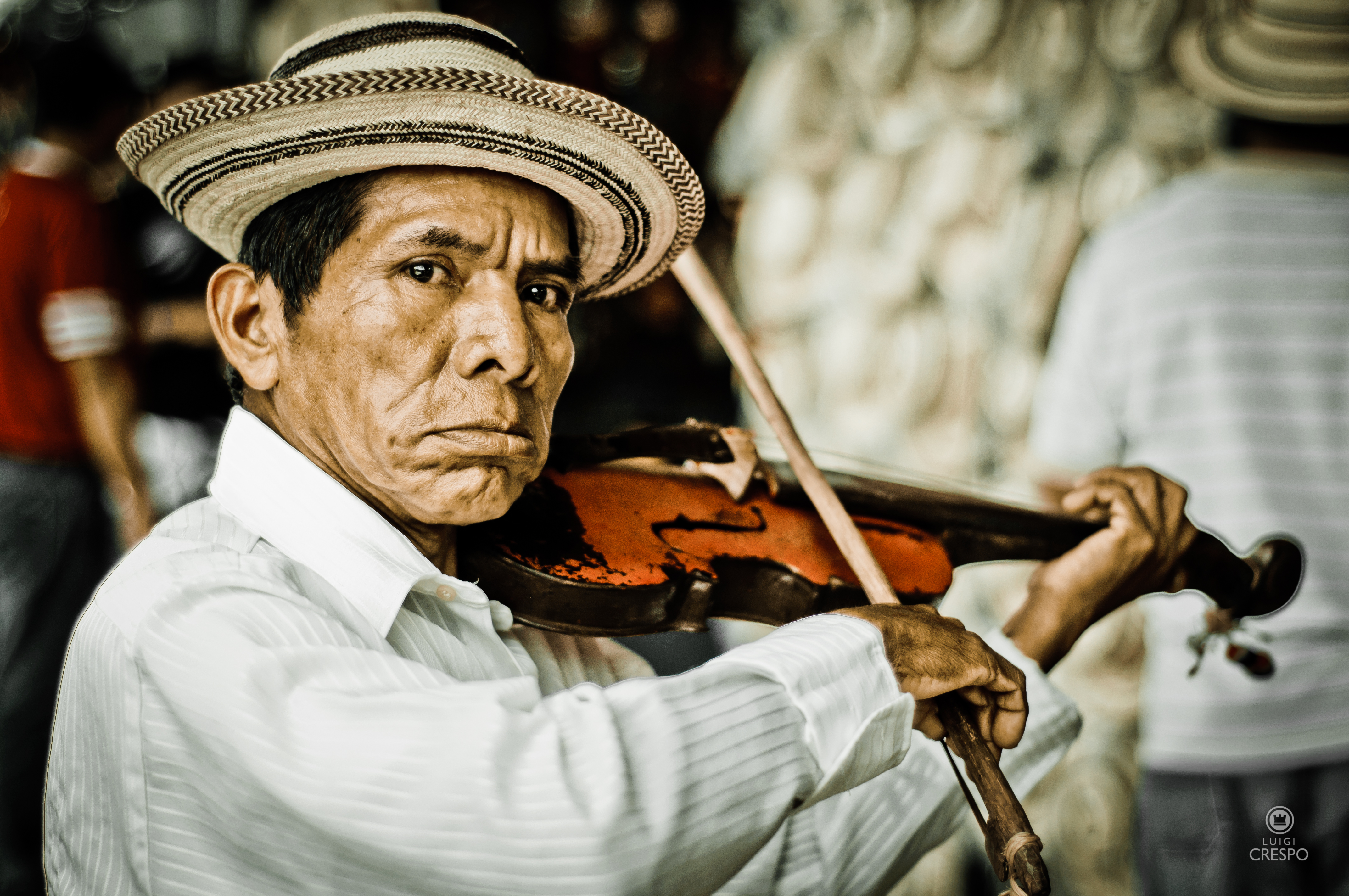
Campesino panameño ejecutando Cumbia con un violín artesanal.

Panamá, por su condición de país de tránsito ha recibido gran influencia musical del mundo, principalmente en la zona de tránsito (Ciudades de Panamá- litoral pacífico y Colón litoral Caribe). Ambas ciudades son de carácter caribeño. En la Ciudad de Panamá se baila mucho la Salsa y el Merengue junto a ritmos caribeños como el Reggae, el Calipso, la Bachata y otros. Es por ello que Panamá tiene excelente referentes en los ritmos anteriormente detallados - Rubén Blades, compositor y cantante de Salsa, Omar Alfano, compositor de salsa, Nando Boom y El General en el reggae en español, etc.
No obstante, conserva manifestaciones musicales autóctonas de gran arraigo popular, como la cumbia, el tamborito y la mejorana. Como resultado de ello, el país ofrece una muy variada oferta de ritmos y bailes, tanto autóctonos como de origen foráneo pero asimilados y adaptados desde hace siglos, perteneciendo así al patrimonio musical de Panamá. Según el ámbito geográfico Los bailes, ritmos y manifestaciones musicales encontradas en Panamá son:
- Tamborito: El tamborito es el baile y género musical rey en el istmo y es reconocido convencionalmente como la más importante expresión del folclore panameño.
- Cumbia: Surge del sincretismo musical de los negros procedentes de África, indígenas y europeos durante la Conquista y la Colonia. Es un reconocido símbolo del folclore nacional panameño presente en todo el país excepto Bocas del Toro, con múltiples variantes folclóricas, como la cumbia santeña, la cumbia “atravesá”, la cumbia chorrerana, la cumbia darienita, etc.
- Punto: Posee una composición creada específicamente para el baile, ejecutado por una sola pareja que hace gala de donaire, precisión y gracia. Es de pura ascendencia hispánica y es considerado el baile y género musical más bello y elegante de todo el istmo de Panamá.
- Pasillo: Música, ritmo y baile de salón, de origen andino, compartido con Ecuador y Colombia.
- Bunde y bullerengue: Muy populares en la provincia de Darién. Son ejecutados por la etnia afrodarienita.
- Calipso, mento, palo de mayo: Son cantos y ritmos populares de la provincia de Bocas del Toro, de origen afroantillano.

### Paraguay
La música de Paraguay es muy particular, aunque siendo el único país de Sudamérica donde la mayoría de los habitantes habla el idioma del origen nativo, su música es de origen primario europeo. Esta peculiaridad debe trasladarse hasta el periodo de colonización del país, donde las misiones jesuíticas guaraníes tuvieron mucha relevancia en el acercamiento y apropiación por parte del indio y mestizo local de las manifestaciones culturales europeas, las cuales adoptó y adecuó a su manera de sentir; así como también el propio fenómeno del mestizaje, donde en el núcleo familiar compuesto por madre aborigen y padre europeo era permitido cultivar elementos de ambas culturas.
Los instrumentos más populares son el arpa y la guitarra que representa universalmente al país, habiendo sido difundida por Agustín Barrios “Mangoré”, considerado por muchos como uno de los mayores compositores y concertistas de guitarra clásica de todos los tiempos. El arpa paraguaya tuvo mucha difusión y es conocida en muchos países del mundo.
Para la danza existen unas vivas polkas y polkas galopadas. La polka es una danza de parejas, en tanto que las galopas son danzadas por un grupo de mujeres llamadas galoperas que giran formando un círculo, balanceándose de un lado a otro un cántaro o un jarrón en sus manos, la polka galopada más famosa es “La galopera”.
Otra variante es la danza de la botella, en la que la bailarina principal danza hasta con 10 botellas en su cabeza, una sobre otra. También están los Valseados, una versión local de los vals, como por ejemplo “El Chopí”, “Santa Fe”, “Taguató”, “Golondrina”, etc.
En Paraguay es notable la guarania, estilo folclórico de música creada en Paraguay por el músico José Asunción Flores en 1925 con el propósito de expresar el carácter del pueblo paraguayo. La polka paraguaya es considerada como la música nacional con ritmo 6/8 con composiciones en idioma guaraní, o en “jopara” (mezcla de lenguas) y la Zarzuela paraguaya son ritmos presentes en la cultura del país. Este último fue heredado durante la época de la colonia, mediante el mestizaje. Además existen otros ritmos populares como el Rasgido Doble y la Galopa, danza popular bailada por las “Raida Poty” o mujeres con vestimenta tradicional y cántaro o botella sobre la cabeza.
La Avanzada es un género musical que se creó en el 1970 por el compositor paraguayo Oscar Safuán.
Este género está hecho a base de la fusión de la guarania y de la polca paraguaya, con mucha influencias de la música popular brasileña, además de la incorporación de varios instrumentos electrónicos.

### Perú

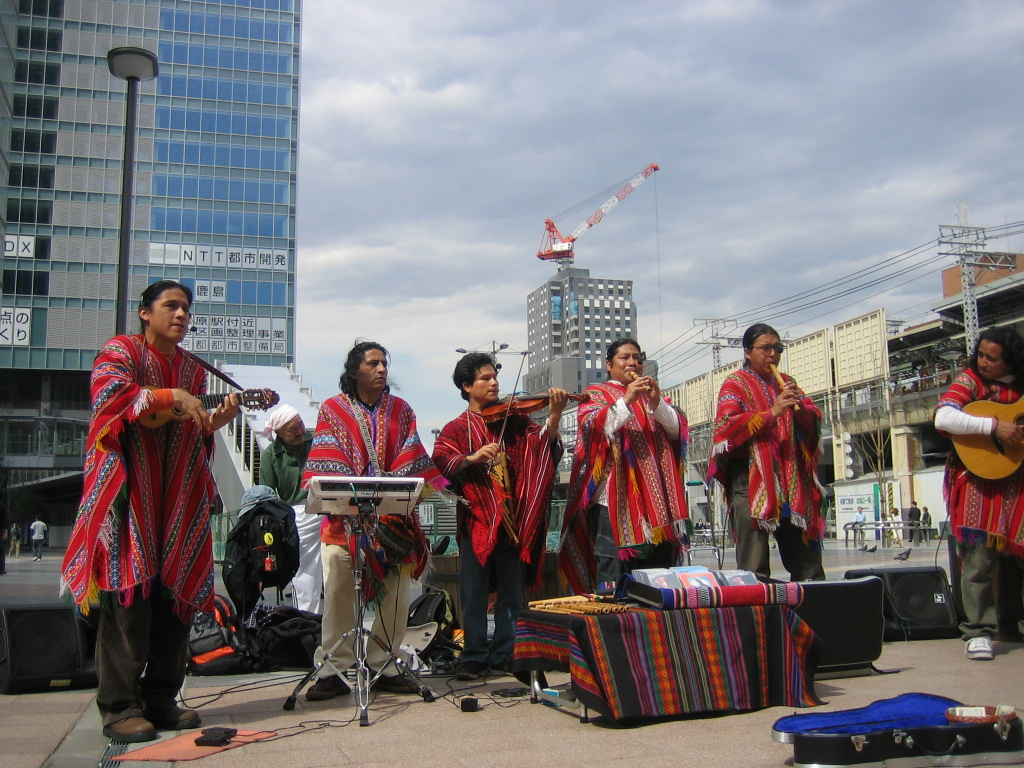
Los conjuntos callejeros de música andina se han convertido en un ícono de las grandes ciudades del mundo.

La música peruana es muy variada. En las costas peruanas se encuentran ritmos como el landó, la zamacueca (que le da origen a la cueca chilena), el festejo, el panalivio, cumananas y socabones -no tan usados en la actualidad- todos estos de origen afro. Existen también el tondero, la marinera norteña, que se caracteriza por su baile de cortejo, de movimientos ágiles y desplazamientos libres, siendo su ejecución bastante compleja; existe también la marinera limeña, más recatada. Los valses criollos o valses peruanos (como son conocidos en el resto del mundo) son también parte importante de la música de la costa. La música de la selva peruana, está muy ligada a su vez a sus bailes y de carácter alegre dónde se usa un tipo flauta también tambores.
La música andina peruana, conserva en muchos casos instrumentación ancestral anterior a la cultura incaica, como es el caso de la zampoña o el pinkillo. Los ritmos y géneros musicales son muy variados, con un sello musical distintivo en cada región e incluso entre pueblo y pueblo. Destacan los huaynos, yaravíes, mulizas, huaylarsh, morenadas, tuntunas, entre otros. Ésta herencia andina es la vertiente más conocida en el mundo sobre la música peruana, siendo el tema “El cóndor pasa” el más famoso regrabado en muchos idiomas y por diversas orquestas internacionales como Paul Muriat.
Aunque desde la década de los 70 y 80 se empezó a popularizar la chicha, que es una fusión de cumbia y huayno, empleando principalmente guitarras eléctricas, bajo eléctrico, congas, timbales, guiro y teclados. Además de generar un boom en su forma de expresar el arte, hasta el punto en que los anuncios de los artistas forman parte del arte chicha.
Sus principales exponentes son: Tongo, Pintura Roja, Los Shapis, Chacalón y la Nueva Crema, Los Mirlos y Vico y su grupo Karicia.

### Puerto Rico
La Isla cuenta con diferentes ritmos Folclóricos Culturales, como la bomba y la plena; en la música jíbara o trova destacan los diferentes seises y aguinaldos, y en la música clásica, la danza puertorriqueña. Actualmente sus ritmos con auge internacional son la salsa y el reguetón (también escrito como reguetón). Sobre estos últimos que son ritmos con raíces extranjeras, la salsa evolucionó de ritmos mayormente reconocidos en Cuba. El reguetón, una fusión con el hip-hop con su antecesor el reggae en español procedente de Panamá, se establece como uno de los más conocidos géneros de música latinoamericana durante el siglo XX y XXI. Unos artistas bien conocidos por su trabajo en el reguetón son Don Omar, Daddy Yankee, Ivy Queen, y Tego Calderón.

### Uruguay
Uruguay posee ritmos como el tango y candombe, ambos nombrados Patrimonio Cultural Inmaterial de la Humanidad por UNESCO. La música, al igual que otras artes, no reconoce las fronteras políticas, comparte muchos estilos con otros países de ultramar (España por ejemplo) y con sus vecinos: por el norte y por el este con Brasil, por el oeste y a través del Río de la Plata, con Argentina, e inclusive, con Paraguay, ya que la cultura guaranítica atraviesa las provincias del Litoral argentino y penetra en la Banda Oriental. Así aparecen géneros compartidos como la milonga, el gato, el estilo, la litoraleña, el pericón, la cifra, la chamarrita, la vidalita, el rasguido doble, el triste, el cielito, la maxixa, el xote, la polca, el chico zapateado, el malambo, la ranchera, etc. La murga de Islas Canarias y la chirigota de Cádiz, son recreadas en Uruguay con tintes de candombe y mejores arreglos vocales. Ambos estilos tienen su apogeo en el Carnaval de Uruguay. También existen ritmos netamente autóctonas como la serranera, creada en Treinta y Tres por Rubén Lena y el milongón. Algunos estilos dentro de la música de corte netamente rural o campera, comparten una gran similitud con la del estado de Río Grande del Sur, Brasil. Además se ejecutan estilos como el tango. Existen variaciones o versiones locales de la música caribeña (música “tropical”), así como versiones locales de la música popular anglosajona (rock, punk, heavy metal, hip hop, etc). A mucho menor escala de popularidad y difusión entre la población, existen fusiones como la del candombe con el  jazz, dicho lenguaje también es incorporado indirectamente a través de la influencia de estilos que anteriormente lo habían utilizado en parte, como la bossa nova de los 60s (Brasil). Entre los compositores de música clásica se destacan Eduardo Fabini, Luis Cluzeau Mortet, Miguel del Águila y Héctor Tosar.

### Venezuela

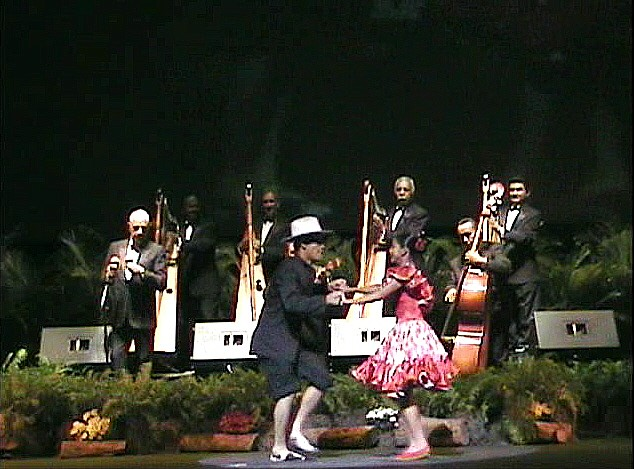
Pareja bailando joropo.

El joropo es un estilo musical popular de Venezuela originada en Los Llanos. También son típicos del país ritmos como la gaita zuliana y el joropo. Existen muchos otros estilos musicales como el calipso ritmo que llegó desde las antillas. El vals venezolano, el merengue venezolano y oriental, los famosos golpes de tambor de la costa y sus diferentes estilos musicales. El Chimbangle, la Fulía, etc. El pasaje, tanto llanero como andino. la influencia española del paso doble. Aparte de la gaita en Navidad, también existen los aguinaldos y parrandas. Durante los años 1970 se creó un estilo por el compositor venezolano Aldemaro Romero, llamado Onda Nueva. en lo que respecta a la música clásica Venezuela posee La Orquesta Sinfónica Simón Bolívar considerada como una de las orquestas más importantes de Latinoamérica y del mundo, apoyada en el Sistema de Orquestas Juveniles de Venezuela, esta se considera al mismo nivel de las mejores orquestas europeas. también se debe hacer referencia a compositores de guitarra clásica española reconocidos mundialmente como Antonio Lauro, Alirio Díaz o Rodrigo Riera. Venezuela también ha hecho unas aportaciones muy importantes en el género de la Salsa.

## Géneros musicales
Las siguientes es una lista de géneros musicales latinoamericanos, en orden alfabético.
Bomba Puertorriqueña 
Estilo musical de Puerto Rico con influencia africana que desarrolló en la isla a raíz de la institución de la esclavitud negra desde los comienzos de la colonización española. Se manifestó mayormente en las zonas costeras de Puerto Rico pues era allí donde se utilizó la fuerza de los esclavos africanos y sus descendientes para la siembra y cosecha de caña entre otros productos. En el siglo 19 la influencia africana en la isla se acrecentó, pues como consecuencia de la liberación de Haití en 1803 dicha isla disminuyó su producción de caña de azúcar, situación que motivó a España a desarrollar una industria azucarera en Puerto Rico. Para esto se trajeron más de 200,000 africanos negros a través de la trata esclavista de la época. De esta manera se reforzó la influencia africana en la cultura puertorriqueña la cual ya era mestiza desde el siglo 17. 
La Bomba se toca con tambores que se llaman barriles de Bomba pues los africanos utilizaron barriles de ron, entre otras artículos que se transportaban en barriles, para confeccionar sus tambores. A esto se suma la maraca, que aunque existen maracas en la música africana, los taínos (pueblo indígena que habitó en la isla antes de la colonización) también lo utilizaban en su música. A esto se le añaden el cuá, un palo de madera con el cual se tocan ritmos sincopados en el costado de los barriles, y las voces que cantan al unísono o a dos voces alternando entre solista y coro. Existen varios estilos de Bomba; Sicá, Yubá, Holandé, Cuembé, Leró, Seis corrido, entre otros. Actualmente grupos como los Hermanos Cepeda, Hermanos Ayala, Atabal entre otros continúan la tradición de la Bomba Puertorriqueña sin olvidar a grupos anteriores como Rafael Cortijo y su Combo. La Bomba puertorriqueña es uno de los ritmos afrocaribeños sobre los que se construyó la Salsa y el Hip Hop entre otros estilos como el Jazz Boricua.  

### Bachata

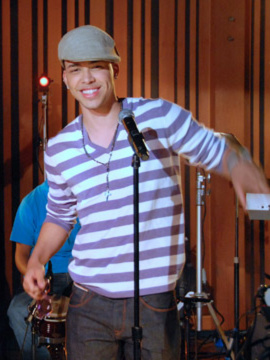
Prince Royce uno de los cantantes más populares en el género de bachata.

La bachata es un género musical bailable de la República Dominicana, dentro de lo que se denomina folclore urbano. Está considerado como un derivado del bolero rítmico, influenciado por otros estilos como el son cubano y el merengue.[cita requerida]
En la ejecución de la bachata tradicional, las maracas del bolero fueron sustituidas por la güira, se asumió la ejecución virtuosa y libre del bongó propia del son cubano y se incorporaron guitarras al estilo de los tríos latinoamericanos populares en México y Puerto Rico.
En un primer momento a la bachata se la denominaba «bolerito de guitarra».
La bachata surgió en la marginalidad urbana de los bares y burdeles de Santo Domingo. Durante los años sesenta y principios de los setenta, desdeñada como música de las clases pobres, fue conocida como «música de amargue». Este concepto se refería al estado de melancolía provocado por el desamor, siempre reflejado en la temática de sus composiciones. Su difusión por esos años, estuvo limitada a escasas emisoras, ya que era considerada como una música vulgar y chistosa por los temas cómicos y de sátira social de la vida rural dominicana.
El interés masivo por el ritmo surgió a partir de los años ochenta, cuando se adaptó un sensual baile al ritmo y logrando que artistas de gran talla, incluyera el género en sus producciones y con la importancia que alcanzó el ritmo en los medios de comunicación se popularizó primero en New York y de ahí al mundo hispano.

### Bolero

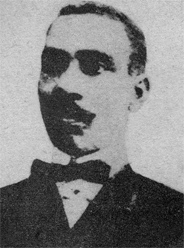
José Pepe Sánchez, autor de Tristezas, el primer bolero.

El bolero es identificable por algunos elementos rítmicos y nuevas formas de composición que aparecieron en el quehacer musical en la isla de Cuba durante el siglo XIX. Aunque comparte el nombre con el bolero español, que es una danza que surgió en siglo XVIII y se ejecuta en compás ternario de 3/4, el género cubano desarrolló una célula rítmica y melodía diferente, en compás de 4/4. El bolero típico cubano surgió alrededor de 1840. Se acepta que el primer bolero fue Tristezas, escrito por el cubano José Pepe Sánchez enSantiago de Cuba en 1883. 1 2 3 4 Esa pieza dio origen formal al género y presentó el acompañamiento musical que denominamos «clásico» de guitarras y percusión.
Los países del gran Caribe hispano adoptaron el producto musical que Cuba ofertaba en los años veinte y los treinta. Con el tiempo, el bolero se fusionó con otros géneros musicales y provocó el surgimiento de algunos «subgéneros» como el bolero rítmico, el Bolero son, bolero-chacha, bolero mambo, el bolero ranchero (mezcla de bolero y mariachi mexicano), el bolero moruno (bolero con influencias gitanas e hispánicas) e inclusive la bachata.
Durante la década de 1940, músicos de América del Sur y del Norte colaboraron para popularizar el Bolero mexicano actuando en redes de radio internacionales. Entre este grupo de músicos y compositores se encontraban: Juan Arvizu, Alfredo Antonini, Néstor Mesta Chayres, Eva Garza, Agustín Lara, Elsa Miranda, John Serry Sr. y Terig Tucci.

### Bossa nova

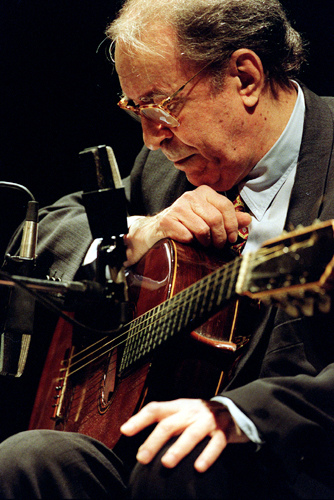
El guitarrista y cantautor João Gilberto, uno de los máximos exponentes del bossa nova.

La bossa nova es un género musical de la música popular brasileña derivado del samba y con una fuerte influencia del jazz.
En los inicios, el término se usó para designar una nueva manera de cantar y tocar el samba y vino a ser una «reformulación estética» dentro del moderno samba urbano carioca. Basándose en una instrumentación simple y un elegante manejo de las disonancias, desarrolló un lenguaje propio con un íntimo lirismo.
Surgió a finales de los años cincuenta gracias a músicos como João Gilberto, Tom Jobim, Vinícius de Moraes y otros jóvenes cantores y compositores de clase media de la zona sur de Río de Janeiro. Con el pasar de los años, la bossa nova se convirtió en uno de los movimientos más influentes de la historia de la música popular brasileña, llegando a alcanzar proyección mundial. Algunos ejemplos fundamentales de bossa lo constituyen canciones como «Garota de Ipanema» (La chica de Ipanema) y «Chega de saudade», compuestas ambas por Vinícius de Moraes y Antônio Carlos Jobim.

### Chachachá
El chachachá es un ritmo originario de Cuba creado a partir del danzón y el son montuno por el compositor y violinista habanero Enrique Jorrín en 1953.
Los danzones eran interpretados tan solo por instrumentos, mientras que Jorrín le introdujo las voces de los músicos cantando a coro para darle más potencia. Este estilo gustó a los que bailaban, que ahora podían improvisar más e inventaron nuevas figuras. Durante sus primeros años como compositor, Jorrín sólo componía danzones, respetando sus cánones musicales, pero poco a poco fue modificando algunas de sus partes. Estos fragmentos modificados gustaron tanto al público que decidió independizarlos del danzón hasta llegar a lo que él llamó cha-cha-cha.

### Cumbia
A partir de la década de 1940, en casi todos los países latinoamericanos se fueron conformando numerosos subgéneros teniendo como base a la cumbia colombiana comercial. Mientras tanto en Panamá durante la misma década, Rogelio Córdoba liderizó un movimiento musical que inició la comercialización masiva de la Cumbia panameña folclórica, que en la actualidad es conocida de manera genérica, tras su comercialización, como Música Típica o Pindín.

#### Cumbia colombiana

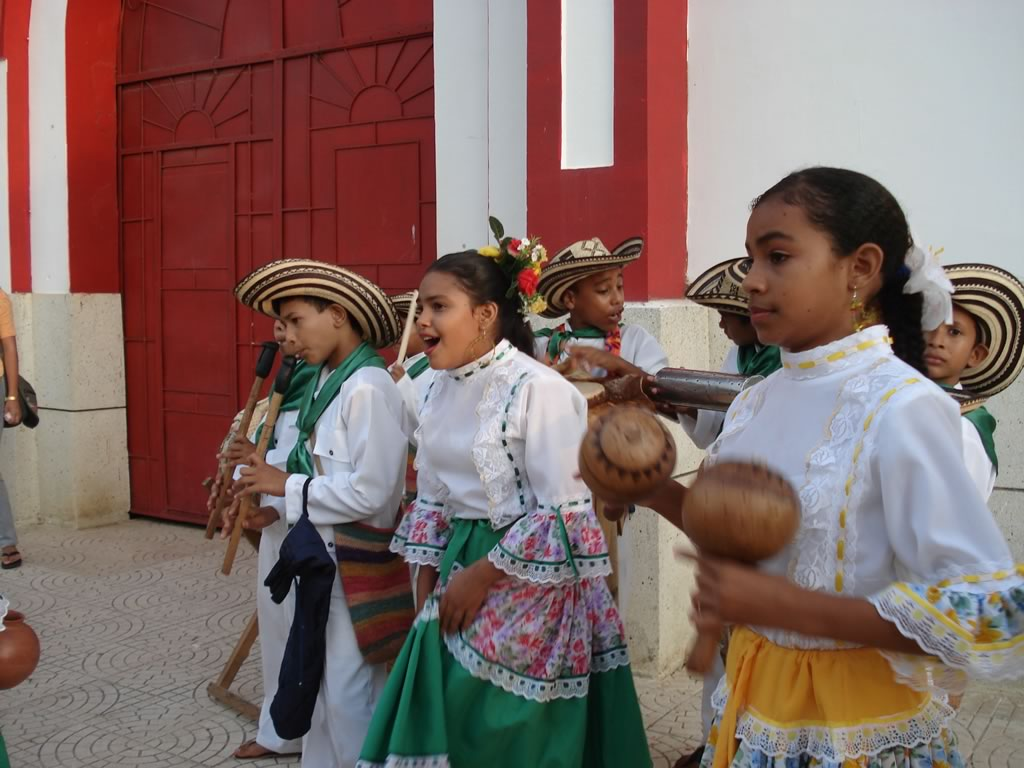
Niños tocando instrumentos de la cumbia. Nótense la gaita y las maracas, instrumentos mencionados por Gosselman en su relato histórico.

La cumbia colombiana es un ritmo musical y baile folclórico autóctono y ancestral de la Costa Caribe de Colombia. Surge del sincretismo musical y cultural de aborígenes, negros y, en menor escala, de los europeos en la región del delta del río Magdalena en la costa caribeña colombiana, con epicentro en la región de la población de El Banco, Magdalena, hasta Barranquilla. Ha sido adaptada en casi toda América Latina, donde es un ritmo popular: cumbia venezolana, cumbia uruguaya, cumbia salvadoreña, cumbia chilena, cumbia ecuatoriana, cumbia mexicana, cumbia peruana, cumbia argentina, entre otras.

#### Cumbia argentina
La cumbia argentina es un subgénero de la cumbia colombiana propio de Argentina. Junto al cuarteto cordobés conforman la "movida tropical" argentina.

#### Cumbia boliviana
La cumbia boliviana es la variante boliviana de la cumbia colombiana con influencias andinas, además de cumbia peruana, cumbia argentina y cumbia mexicana, de la década de 1990 especialmente se relaciona con la cumbia sonidera. Los grupos más destacables provienen también de esta década.
Caracterizada por el recurrente uso del órgano, también dentro de este estilo se puede nombrar a la cumbia andina, adaptación y combinación musical de música folclórica regional, ramificación de la cumbia boliviana que también lleva sonidos electrónicos.
La cumbia andina es una adaptación y combinación musical de música de folclore sudamericano en general; y la cumbia en México, ramificación de la cumbia mexicana que tiene rasgos de la cumbia sonidera.

#### Cumbia chilena

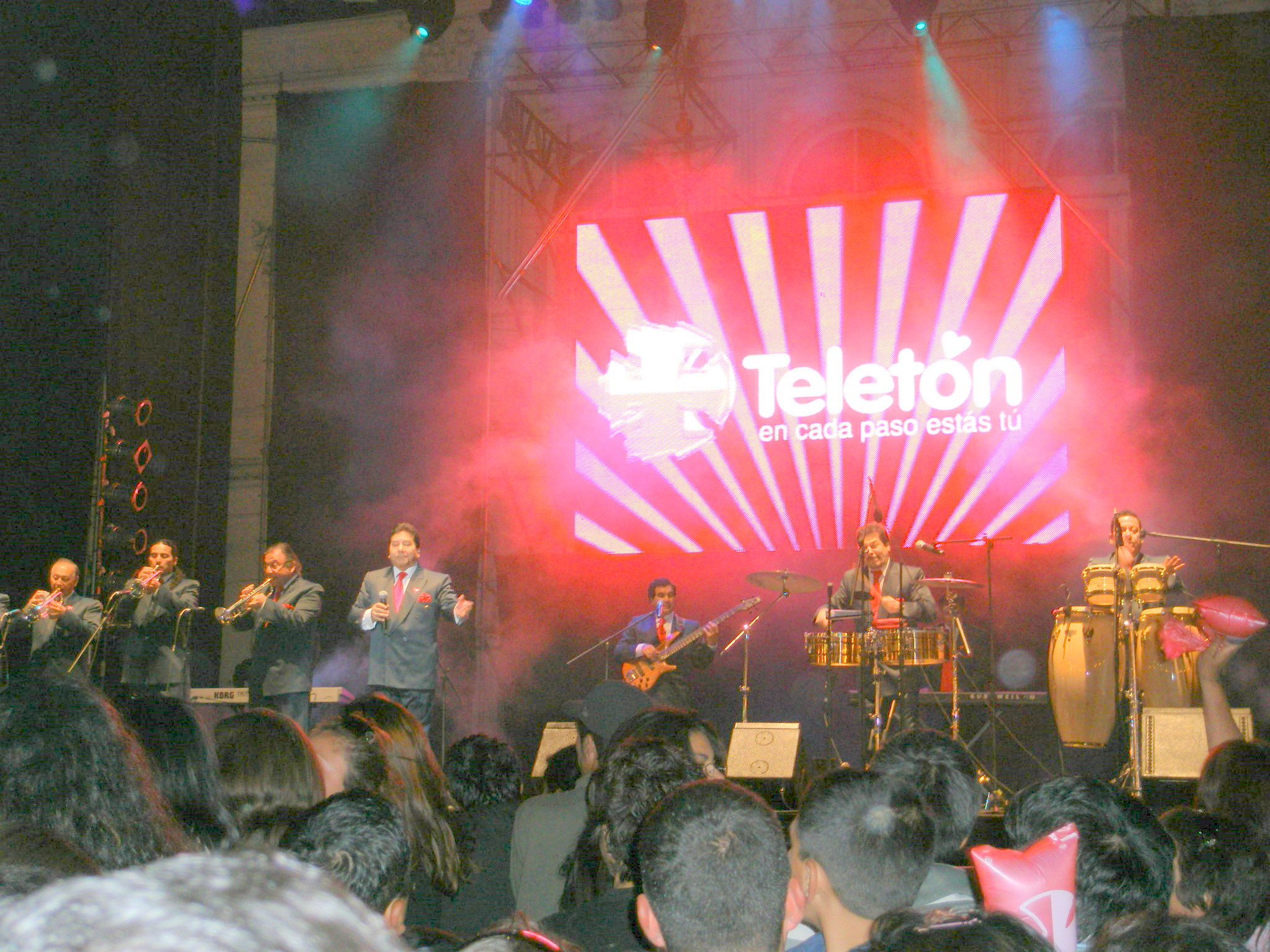
La Sonora de Tommy Rey, representantes de la cumbia chilena, en una gira de la Teletón.

La cumbia chilena, un subgénero derivado de la cumbia —género musical y baile folclórico y tradicional de Colombia—, surgió en Chile a fines de los años 1960 y principios de los años 1970 e incorporó elementos de la música chilena, tanto folclóricos como populares. Cuenta con gran aceptación en su forma tradicional y en sus variantes más recientes —la cumbia rock chilena o nueva cumbia chilena, la cumbia romántica chilena y la cumbia sound o tecnocumbia—.La cumbia chilena ha tenido exponentes de alcance internacional con bandas como La Sonora De Tommy Rey o Isleña Antumalen.

#### Cumbia mexicana
La cumbia mexicana es un subgénero musical de la original cumbia colombiana, siendo la adaptación y fusión de la misma con géneros musicales cubanos como el son montuno y las orquestas de mambo así como folclore mexicano de la música norteña, banda, balada mexicana entre otros ritmos mexicanos como el huapango; la cumbia mexicana forma parte de su idiosincrasia musical, así como la interpretación y composición musical hecha por músicos de México.

#### Cumbia peruana

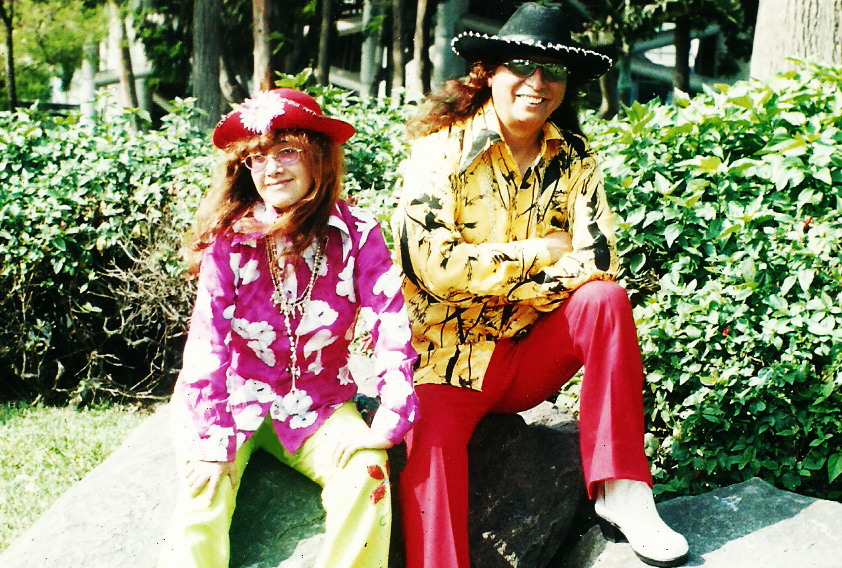
"Los Destellos", uno de los grupos de chicha más exitosos tanto en Perú como a nivel internacional desde la década de los 70.

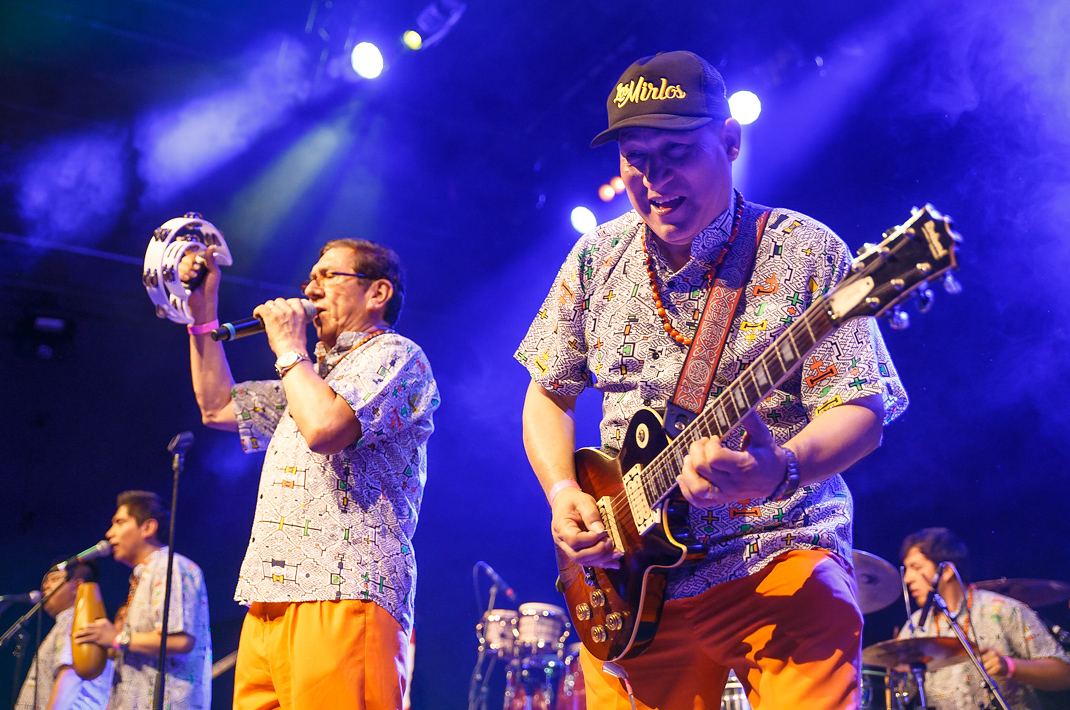
Los Internacionales Mirlos del Perú, Los Charapas de Oro o simplemente Los Mirlos, agrupación musical activa desde los años 60, en el Tour Europa 2018, en Múnich - Alemania.
De Izq. a Der.: Jorge Rodríguez Grández (cantando con micrófono en mano y tocando el aro de sonajas) y Danny Jhonston (tocando guitarra eléctrica).

La cumbia Peruana, popularmente conocida como Chicha desde su consolidación, es un subgénero musical popular de Perú, producto de la fusión de la cumbia colombiana, el rock psicodélico, el rock y ritmos nativos de los Andes y Amazonía del Perú, así como la presencia en menor escala de la Música criolla y afroperuana. En los ochenta, se comenzó a denominarla Chicha debido a que poseía diversas características que la diferenciaban de la cumbia originaria de Colombia, al ser un género que había pasado por un largo proceso de fusión y ya era considerado como parte esencial de la Cultura del Perú.
Cabe señalar, sin embargo, que la cumbia peruana no es un género totalmente unificado desde el punto de vista del estilo. Posee muchas variantes, tanto geográficas como temporales y continuamente se va fusionando con géneros internacionales, como la salsa, el merengue e incluso el bolero), y también se producen fusiones entre los distintos subgéneros que lo conforman.

#### Cumbia salvadoreña
La cumbia salvadoreña es un subgénero musical que se derivó de la cumbia colombiana desarrollado por músicos de orquestas tropicales salvadoreñas desde inicios de los años 1950, caracterizado por tener un estilo propio, un compás binario (2/4), la interpretación de un barítono o tenor, coro masculino, percusión con timbales y bombos, guitarra y bajo eléctricos, trompetas, saxofón y acordeón.

#### Cumbia venezolana
La cumbia venezolana es un subgénero musical de la cumbia colombiana. Sus variantes al igual que en otros países son muchas, pero las predominantes han sido las orquestadas y las que utilizan arpas.

#### Cumbia panameña

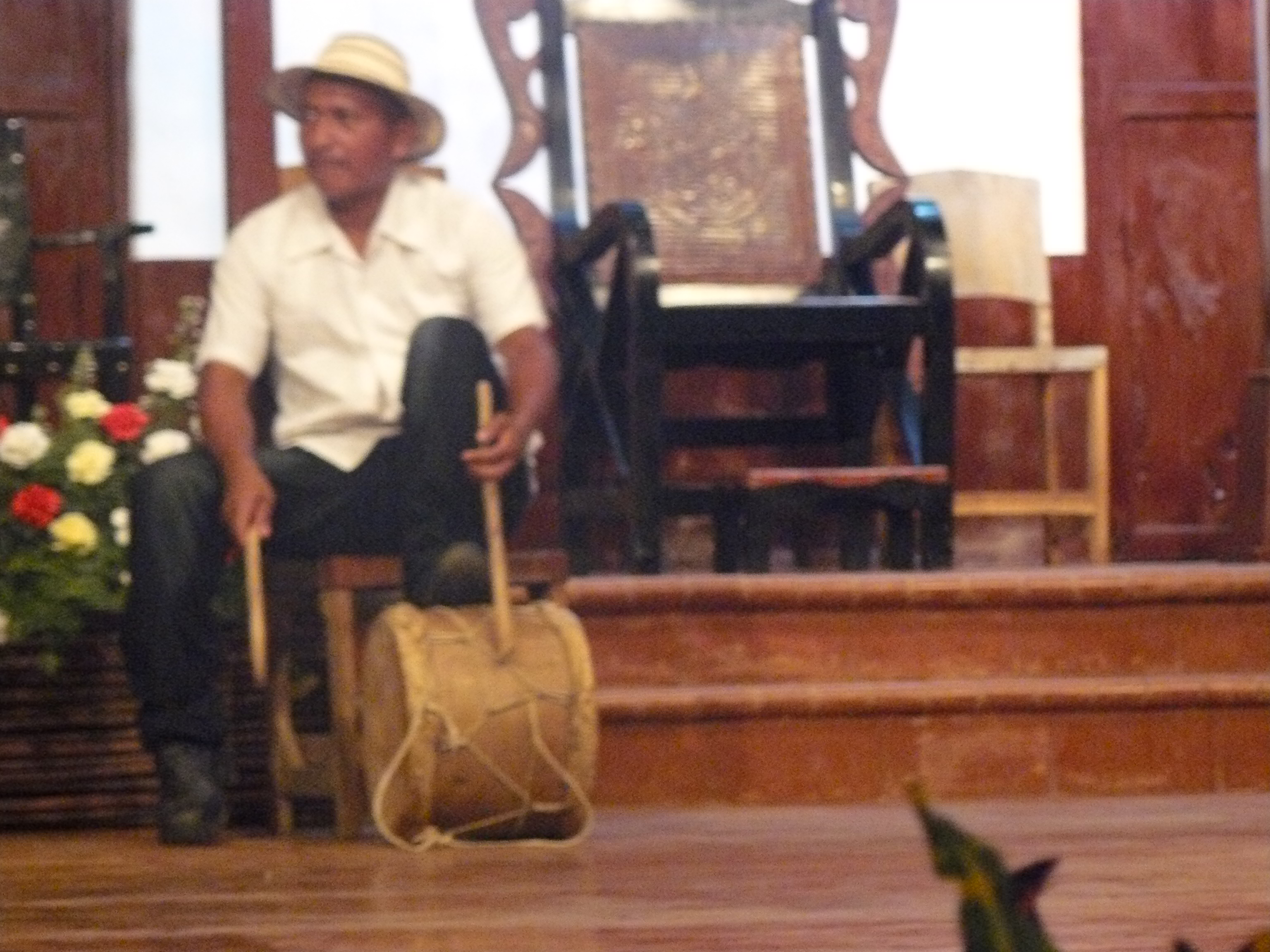
La Tambora, instrumento rítmico tradicional de la Cumbia en Panamá, siendo ejecutado en el Festival de Guararé.

La Cumbia panameña es un género musical y danza folclórica desarrollada por los negros esclavizados durante la época colonial y posteriormente sincretizado con elementos culturales amerindios y europeos.
El género es cultivado a lo largo de la geografía panameña, teniendo vigencia en la comarca Emberá-wounaan, y en todas las provincias del país con excepción de Bocas del Toro. Sin embargo, en la península de Azuero se encuentra la mayor producción musical de este género. La cumbia es practicada generalmente en las poblaciones de la costa y vertiente del océano Pacífico; con excepción de algunas variantes que se cultivan en el interior y en la costa Caribe del país.
A raíz de la comercialización de la Cumbia panameña a mediados del siglo XX, se toman ritmos e instrumentación de la música latina contemporánea, pasando a ser un híbrido musical con marcada prevalencia de paradigmas proveniente de la música folclórica panameña e influencias rítmicas y melódicas provenientes de los países del Caribe insular y continental. Tras estas fusiones empezó a ser conocida popularmente como Música Típica o Pindín.

### Danzón

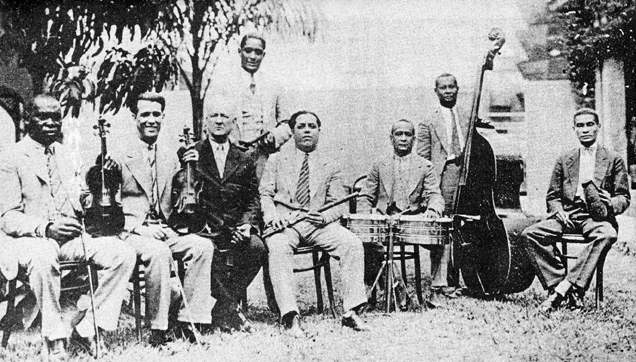
Orquesta Romeu. El célebre representante del Danzón Antonio María Romeu aparece de traje oscuro. Finales de 1920s.

El Danzón es un ritmo y un baile de origen cubano creado por el compositor matancero Miguel Faílde próximo al año 1879 y engendrado por otro género cubano llamado danza, una variación de la contradanza. «Baile típicamente cubano, llegó a ser el arquetipo de la música popular con su ritmo característico». Desde principios del siglo XX ha tenido gran arraigo en México, considerándose también parte de la cultura popular de aquel país. En Cuba se interpreta con mayoría de instrumentos de viento, con flauta, violines, timbales y percusión cubana.

### Guaguancó
El guaguancó es un ritmo  que se originó en La Habana, Cuba, coincidiendo con la abolición de la esclavitud en la isla en 1886. El guaguancó es una de las formas de la rumba y contiene una fusión de varios rituales profanos afro-cubanos . Las otras dos variedades importantes de la rumba son el Yambú y la Columbia.
El guaguancó, por lo general con textos anónimos, es interpretado con tres tumbadoras y por un tipo de caja de madera percutida con palillos. A los percusionistas se les agrega un coro que responde a un solista. Los bailadores presentan una coreografía en la que el hombre persigue a la mujer con movimientos sumamente eróticos. Ella , aunque en un primer momento lo rechaza, al final lo consiente. Este acto, que representa la “conquista” del hombre a la mujer, recibe el nombre del vacunao. Las composiciones más antiguas, denominadas “guaguancó del tiempo de España”, se corresponden con el fin de era colonial española en Cuba.

### Guaracha

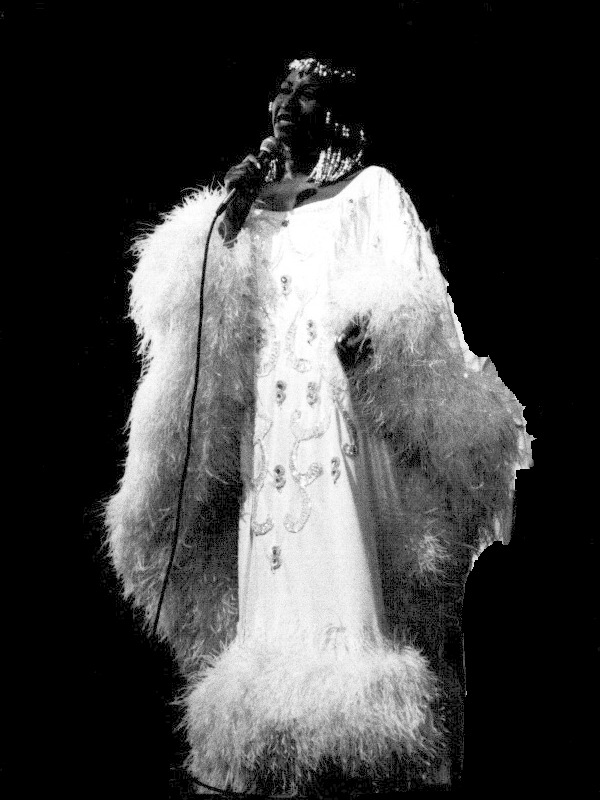
Celia Cruz, conocida como La Guarachera de Cuba

La guaracha es un género musical y un baile originarios de Cuba que se desarrolló y popularizó en los años 40 con los arreglos ejemplares de las famosas orquestas cubanas, Arsenio Rodríguez, la Sonora Matancera, Nelo Sosa y su Conjunto Colonial el Conjunto Casino, Machito, José Curbelo. Estas orquestas marcaron un sonido que las llevaría en los 50 a ser las orquestas más famosas de Cuba, tanto dentro como fuera de la isla. Otros músicos como José Curbelo, machito, la Sonora Matancera y Arsenio Rodríguez llevaron la guaracha a Nueva York haciéndola popular, y a la cual le darían un nombre comercial salsa, en los años 70 en la ciudad de Nueva York. Los instrumentos utilizados en la guaracha son: timbales, bongó, conga, guiro, maracas, trombón, saxofón, trompetas, piano, bajo, cencerro.

### Mambo
El mambo es un género musical y un baile originario de Cuba. El mambo fue creado a finales de los años 30 por los hermanos Israel Cachao y Orestes López, cuando formaban parte de la orquesta de Arcaño y sus Maravillas, acelerando el danzón e introduciendo una sincopa en la percusión. Igualmente importantes son los aportes posteriores de Arsenio Rodríguez, Dámaso Pérez Prado, Roderico Neyra "Rodney", José Curbelo y Benny Moré.
La palabra mambo es de origen africano, de la región del Congo, algunos lo han traducido como "conversación con los dioses", conversación, conocimiento. También se les llama mambo a las sacerdotisas vudú en Haití. Luego la palabra mambo es utilizada por Arsenio Rodríguez para designar al estilo musical que ideó. En aquellos tiempos, Lopéz Cachao formaba parte de la orquesta charanga de Arcaño y sus Maravillas, estilo el cual llamaron  mambo del danzón. Luego Dámaso Pérez Prado y Beny Moré estilizaron el género con arreglos más "internacionales" y agrupaciones más bien en formato de jazz. Pérez Prado tomo la síncopa del son montuno y el nombre mambo, del danzón de Orestes López y desarrolla el ritmo afincado en la base del son montuno integrándole nuevas melodías, saxofones y trombones haciéndolo famoso en el resto del mundo a finales de la década del cuarenta y también en los años cincuenta.
El mambo se desarrolla a partir del danzón, el baile nacional de Cuba y el son montuno de Arsenio Rodríguez, el danzón en los años 30 fue el género más popular en las pistas de baile habaneras. En 1940 el son cubano evolucionó hacia un tempo más acelerado con la incorporación de la conga, piano y otra trompeta en el conjunto de Arsenio Rodríguez que fue incorporando estilos cada vez más atrevidos y agresivos. La interdependencia creciente entre músicos y bailadores hizo posible que la percusión fuera adquiriendo poco a poco un papel cada vez más predominante. De igual forma, los arreglos orquestales de Dámaso Pérez Prado, le aportaron una sonoridad nueva, sin precedentes hasta ese entonces. En los años siguientes se fusionarían también el mambo y el jazz afrocubano.
El mambo se baila siguiendo un ritmo sincopado, con cuatro pasos por compás, o sea 4/4, nota musical tomada del son cubano y trasmitido al son montuno en el cual se apoya la base del mambo de Pérez Prado y de José Curbelo. Se marcan los cuatro tiempos, con movimientos fuertes y frecuentes flexiones de las articulaciones de pies y brazos. Este es un baile "fuerte" que requiere velocidad de pies, mucha energía y pocas inhibiciones.
En la actualidad el mambo es uno de los ritmos latinos que se enseñan en clases de baile de salón, aunque en muchas escuelas tiende a confundírsele con el son montuno o guaracha comercialmente llamados salsa en Nueva York.

### Merengue

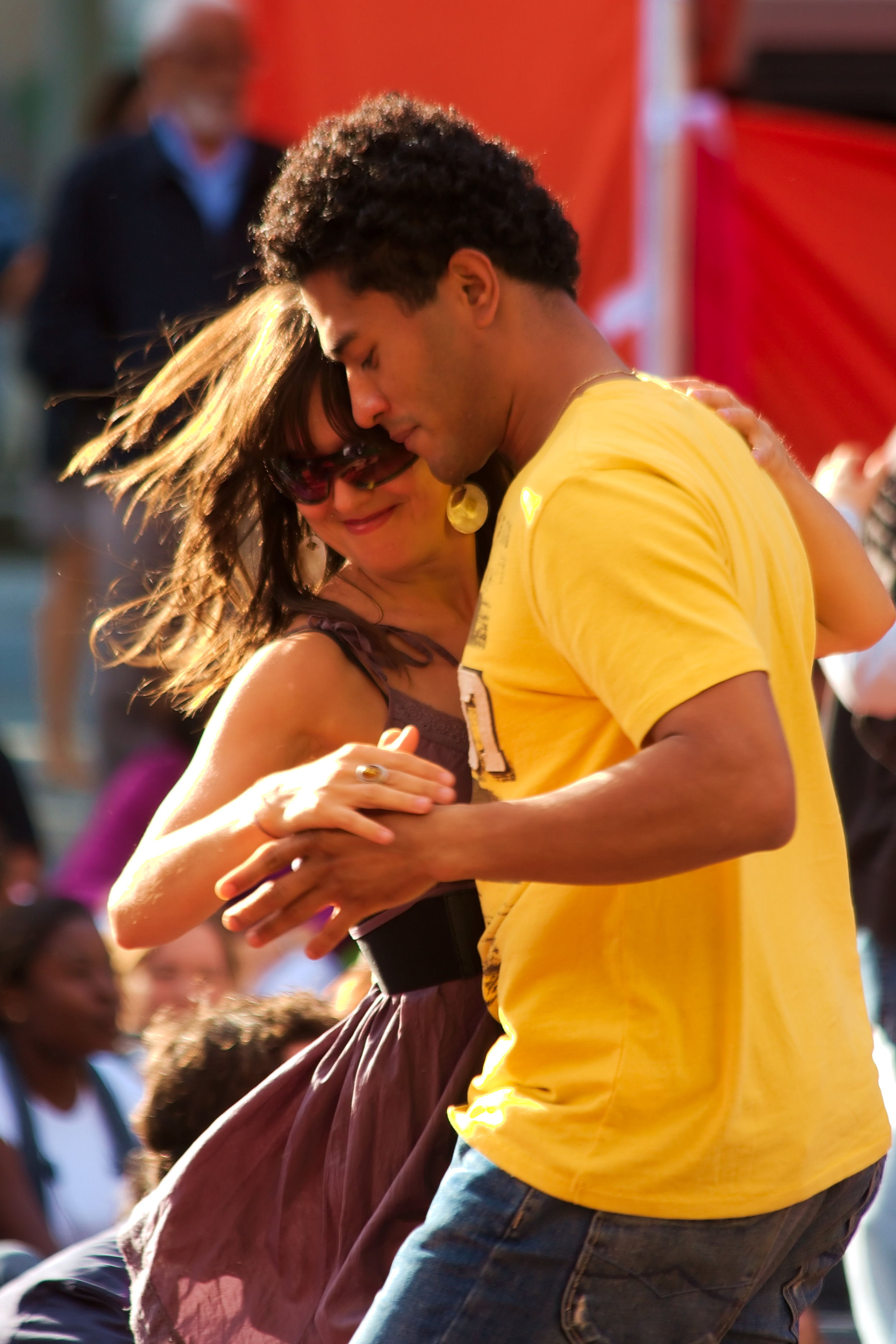
Pareja bailando merengue

El merengue es un género musical bailable originado en la República Dominicana a principios del siglo XIX. Es muy popular en algunos países, donde es considerado, junto con la salsa, como uno de los grandes géneros musicales bailables que distinguen el gentilicio latinoamericano.
En sus orígenes, el merengue dominicano era interpretado con instrumentos de cuerda (bandurria o guitarra). Años más tarde, los instrumentos de cuerda fueron sustituidos por el acordeón, conformándose así, junto con la güira y la tambora, la estructura instrumental del conjunto de merengue típico. Este conjunto, con sus tres instrumentos, representa la síntesis de las tres culturas que conformaron la idiosincrasia de la cultura dominicana. La influencia europea viene a estar representada por el acordeón, la africana por la tambora, que es un tambor de dos parches, y la taína o aborigen por la güira.
Aunque en algunas zonas de la República Dominicana, en especial en el Cibao y en la subregión Noroeste, hay todavía conjuntos típicos con características similares a aquellos pioneros, este ritmo fue evolucionando durante todo el siglo XX. Primero, con la introducción de nuevos instrumentos como el saxofón y más tarde con la aparición de orquestas con complejas secciones instrumentales de vientos.
La evolución del merengue de letra decente para amenizar una de sus rumbas. A partir de entonces, se diseminó muy rápidamente por todo el país. En 1875 El Presidente Ulises Francisco Espaillat, (quien en sus muchos escritos contra el merengue) inició una campaña contra el merengue por sus bailes y letras explícitas, pero fue totalmente inútil pues ya el baile se había adueñado del Cibao donde se hizo fuerte a tal punto que se asocia hoy esta región como cuna del merengue.
Como fueron músicos cultos los que fijaron la forma musical del nuevo merengue, los músicos populares trataron de imitar y seguir este modelo, mientras que el hombre de campo continuó tocando el merengue en su forma original. Esto dio origen a dos formas de merengue: el merengue folclórico o típico, que aún se encuentra en los campos, y el merengue de salón, propio de los centros urbanos. De esta manera, desplazó a algunos otros bailes típicos como la tumba, que requería gran esfuerzo físico y mental, mientras que la coreografía del merengue, en la que el hombre y la mujer no se sueltan nunca, era bastante simple, aunque poco a poco fueron desarrollándose diversas figuras para este baile de salón.

### Música tejana (Tex - Mex)

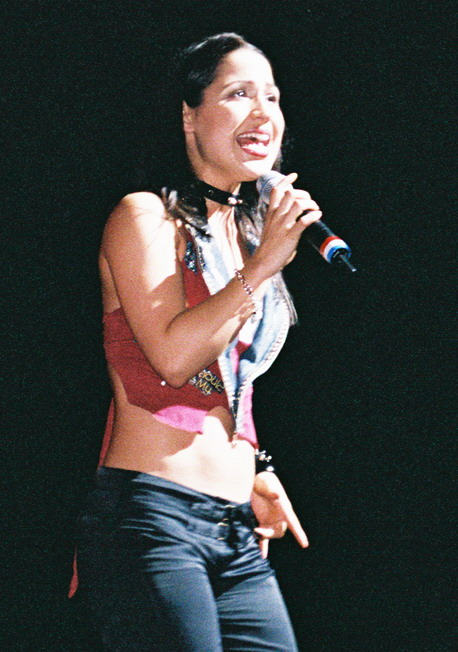
Jennifer Peña, cantante mexicano-estadounidense, del género Tex-mex, hija de padres inmigrantes mexicanos.

La música tejana, también llamada Tex-Mex, puede ser categorizada como una conjunción de country, Rock, y rhythm & Blues originada en Texas y ejecutada tanto en español como en inglés, teniendo una vasta variedad de influencias culturales y musicales entre las que se encuentran incluso ritmos latinoamericanos como la Cumbia, aunque predomina la música mexicana por el origen de los habitantes del estado tejano, dando el nombre a esta corriente como Tex-Mex, música mexicana hecha por tejanos (México-Estados Unidos). El mayor exponente musical dentro de este género, quien se destacó por sus ventas es Selena , reconocida como la Reina de la Cumbia y del Tex-Mex.

### Nueva Canción

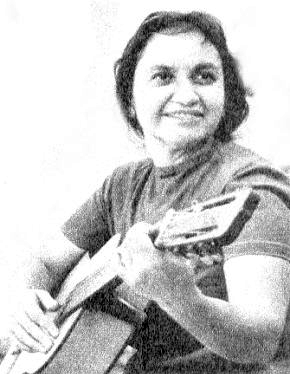
Violeta Parra, una de las precursoras de la Nueva Canción

La Nueva Canción es un movimiento musical latinoamericano que fue desarrollado por primera vez en Chile y el Cono Sur durante los años 1950 y 1960, pero que luego se extendió hacia América Central. En si, “la nueva canción latinoamericana fue el instrumento político y estético para difundir en las masas la ideología que habría de motorizar los nuevos tiempos que se anunciaban en los años sesenta, y conducir a la formación de una revolución política, con reivindicaciones sociales”. Combina música popular tradicional y acordes roqueros —en lo que se llamó Neofolk—, con letras a menudo progresistas y politizadas. Obtuvo gran popularidad, y puede considerarse como precursora del rock en español. Destacaron como primeros antecedentes Violeta Parra, Atahualpa Yupanqui, luego la referencia de Víctor Jara donde el estilo ya cuajaba una clara identidad musical y posteriormente grandes compositores como Silvio Rodríguez, Alí Primera o los grupos chilenos Quilapayún e Inti-Illimani. Por último, como gran obra musical destaca la Cantata de Santa María de Iquique que es una representación operesca sobre la realidad social de Chile a principios del siglo XX.

### Reguetón

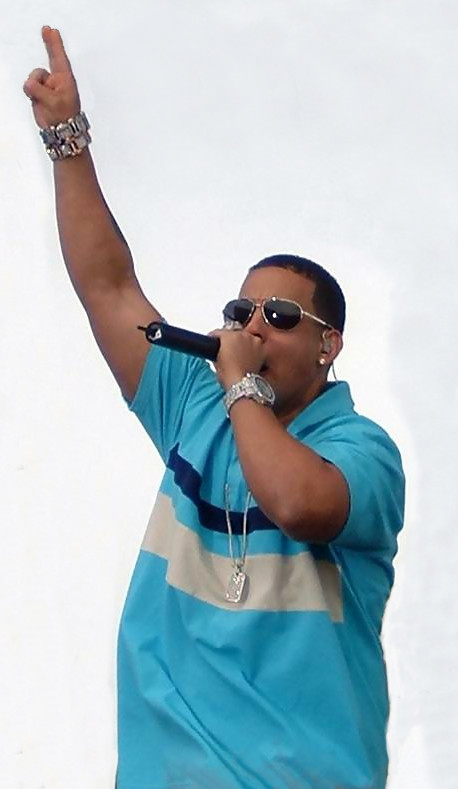
Daddy Yankee, uno de los artistas más influyentes del reguetón puertorriqueño.

Las raíces del reguetón remontan a la aparición del reggae en español en Panamá hacia mediados de los años 1970, luego fue evolucionado en Puerto Rico a finales de los años 1980 donde recibió su nombre actual. El reguetón empieza como una adaptación del reggae jamaiquino (y del posterior dancehall jamaiquino) a la cultura latina en Panamá.
Los orígenes del reguetón empezaron con las primeras grabaciones de reggae latinoamericanas hechas en Panamá durante los años 1970. La influencia del reggae jamaiquino en la música panameña ha sido muy fuerte desde principios del siglo XX, cuando importaron trabajadores de Jamaica para construir el Canal de Panamá, artistas como El General, Chicho Man, Nando Boom, Renato y Apache Ness empezaron a cantar reggae en idioma español por primera vez. Mientras tanto, durante la década de 1990 el rapero de Puerto Rico, Vico C, lanzó discos de hip hop en español y reggae rap en su isla nativa. Su producción ayudó a extender el sonido del reguetón, por lo cual se le da tanto crédito a este rapero. La extensión del movimiento del reggae en español en las comunidades latinoamericanas en los centros urbanos de Estados Unidos ayudó a incrementar su popularidad.

### Rock latino

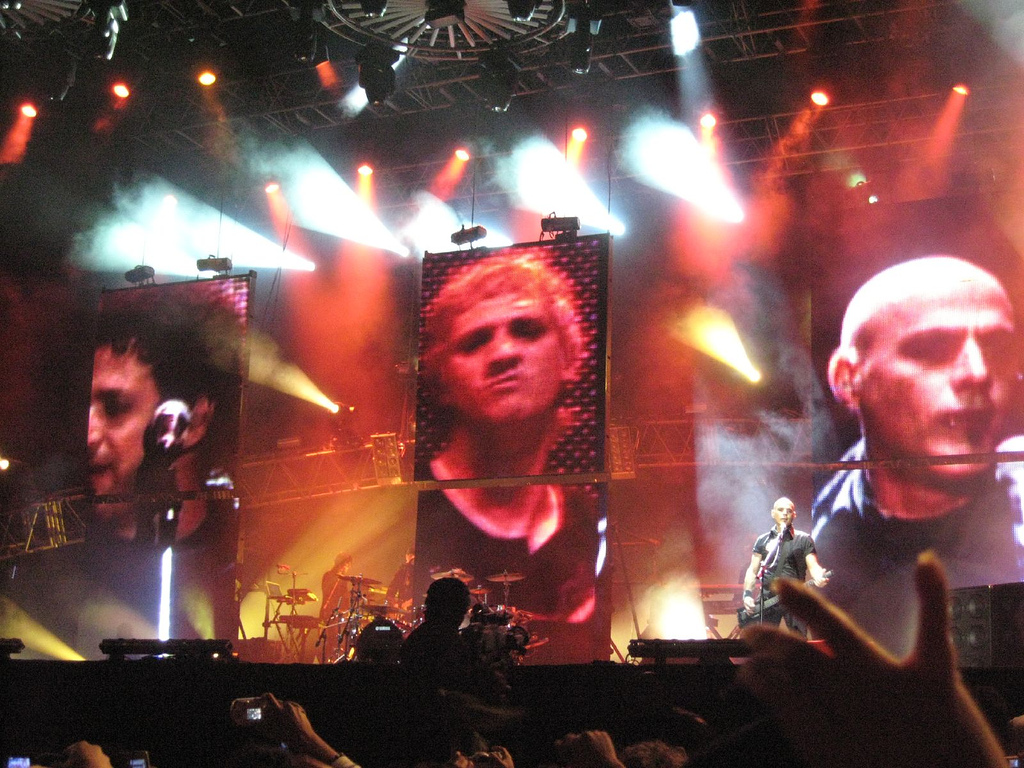
Soda Stereo en concierto en 2007, durante la Gira Me Verás Volver. De izquierda a derecha: Gustavo Cerati; Charly Alberti; Zeta Bosio.

El rock latino (también latin rock o rock de fusión latina) es el término que se utiliza para referirse a un género musical que se distingue usualmente por la fusión de la música rock con los ritmos latinoamericanos y caribeños y por el uso de idiomas y dialectos correspondientes a esas regiones y comunidades.
Si bien sus antecedentes "nacionales" pueden encontrarse en muchos países desde fines de la década del 50, como movimiento internacional popular y relativamente compacto, recién comenzó a existir desde la segunda mitad de la década de 1980, para estallar en la década de 1990. De este modo, los principales exponentes del rock latino se encuentran en, Argentina, Chile y México.
El rock latino se ha desarrollado como movimiento autónomo internacional en gran medida vinculado también al éxito internacional del pop latino y al desarrollo de un amplio mercado cultural latino en Estados Unidos, de la mano de lo que ha se llamado la latinoamericanización de Estados Unidos, en la segunda mitad del siglo XX.
Los términos «Rock en español» y «Rock iberoamericano», así como «Rock nacional», «Rock en tu idioma» y «Alterlatino» se encuentran estrechamente ligados con este concepto.

### Rumba
La rumba es tanto una familia de ritmos musicales como un estilo de danza en Cuba. Este complejo musical es de raíz afrocubana. Hay tres tipos de rumba: el yambú y la columbia, de Matanzas, y el guaguancó, de La Habana.
La instrumentación para la rumba incluye tres tumbadoras (la tumbadora o Congas es un tambor inventado en Cuba que, a diferencia de los africanos, tiene llaves). Dos de los tambores, (la tumbadora prima y el segundo o tres) marcan el ritmo básico; la tercera tumbadora, llamada quinto, que se afina más alto, da los golpes improvisados, los floreos dirigidos a los bailarines.

### Salsa
Salsa es el término «comercial» usado desde finales de los años sesenta para definir al género musical resultante de una síntesis de influencias musicales cubanas con otros elementos de música caribeña, música latinoamericana y jazz, en especial el jazz afrocubano. En términos musicales, es el desarrollo del son cubano, al cual se le agregó en la estructura melódica y armónica algunos rasgos estilísticos del Jazz. La salsa fue desarrollada por músicos de origen «hispano» en el Gran Caribe y la ciudad de Nueva York, desde donde se expandió al mundo hacia inicios de los años 1970.
La salsa abarca varios estilos como la salsa dura, la salsa romántica y la timba, teniendo diversos representantes en gran parte de América Latina como Héctor Lavoe, Richie Ray, Joe Arroyo, Frankie Ruiz, Charanga Habanera, etc. Además es uno de los ritmos más populares en el mundo, siendo incluso adoptado por países europeos y asiáticos como el Japón, donde se formó la internacional “Orquesta de la Luz” con músicos de ese país.

### Samba

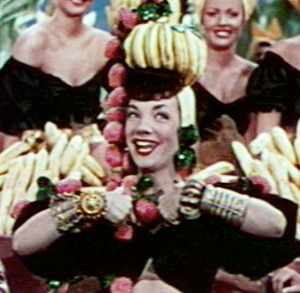
Carmen Miranda en la película The Gang's All Here. La cantante luso-brasileña ayudó a divulgar el samba a nivel internacional.

El samba es un género musical de raíces africanas surgido en Brasil, del cual deriva un tipo de danza. Es una de las principales manifestaciones de la cultura popular brasileña y un símbolo de la identidad nacional.
Si bien en otros países se utiliza la voz femenina (la samba), en Brasil y en algunos países como Argentina, Cuba y Uruguay, se utiliza la voz masculina (el samba). No debe confundirse con la zamba, género musical completamente distinto, de origen argentino.
Dentro de sus características figura una forma donde la danza es acompañada por pequeñas frases melódicas y coros de creación anónima, típica del samba de roda, ritmo y danza originado en el recóncavo bahiano, región geográfica en torno a la Bahía de Todos los Santos, en el estado de Bahía. El samba de roda, una de las bases del samba carioca y designado en 2005 patrimonio de la Humanidad por la Unesco, fue llevado a Río de Janeiro en la segunda mitad del siglo XIX por los negros traídos como esclavos de África que se instalaron en la entonces capital del imperio del Brasil.
A pesar de su presencia en varias regiones brasileñas bajo la forma de diversos ritmos y danzas populares regionales de origen africano, especialmente en los estados de Bahía, Pernambuco, Maranhão, Minas Gerais y São Paulo, como género musical es considerado una expresión musical urbana de la ciudad de Río de Janeiro, donde este formato de samba nació y se desarrolló entre fines del siglo XIX y las primeras décadas del siglo XX. Fue en la antigua capital de Brasil que la danza practicada por los esclavos libertos entró en contacto con otros géneros musicales y los incorporó, adquiriendo un carácter singular: polca, maxixe, lundu, xote, entre otros. De esta forma, si bien existen otras formas regionales en Brasil, fue el samba carioca el que alcanzó la condición de símbolo de la identidad nacional brasileña durante los años 1930.
El samba es extremadamente popular en Japón, especialmente en sus formas más tradicionales; tanto que algunos sambistas como Nelson Sargento, Monarco, y Wilson Moreira han grabado específicamente para el mercado japonés y empleado mucho tiempo en giras en este país.

### Son montuno

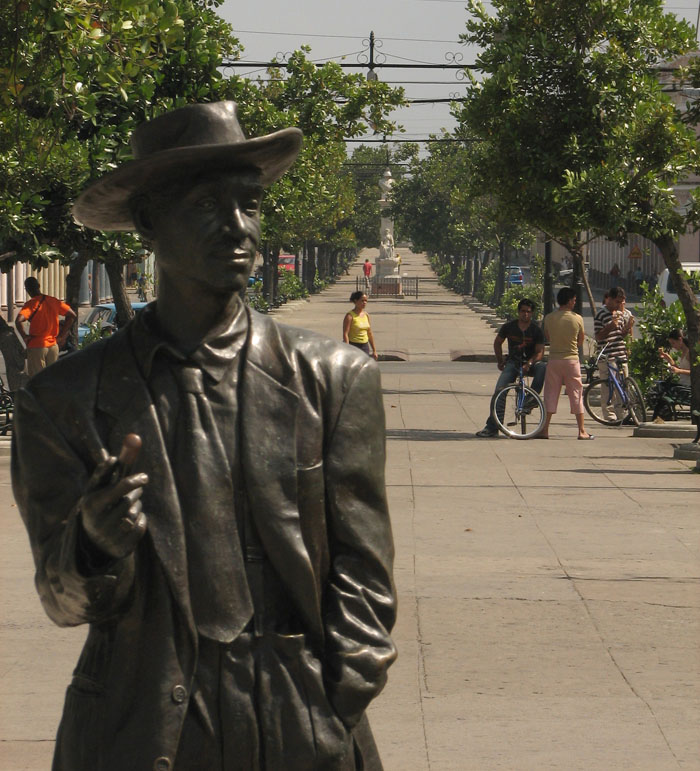
Estatua en bronce de Beny Moré a tamaño natural. Cienfuegos, Cuba.

El Son montuno es un género de música cubana. Heredero del son, sentó las bases para el surgimiento de la salsa en los años 70.
La salsa se fundamentó en la acentuación de la síncopa,  elemento común con el son montuno,[cita requerida] creado por Arsenio Rodríguez. El son montuno de Arsenio se inspiró en el guaguancó, pero contó con una instrumentación más rica, por la introducción de nuevos instrumentos como la conga, el piano y por el uso de varias trompetas.
El desarrollo del son montuno estuvo vinculado a cantantes como Pío Leyva y Benny Moré y también a grupos como el Conjunto Casino, Roberto Faz, Machito y José Curbelo.  Esto enriqueció al género con elementos de la guaracha, el mambo y el bolero.

### Tango

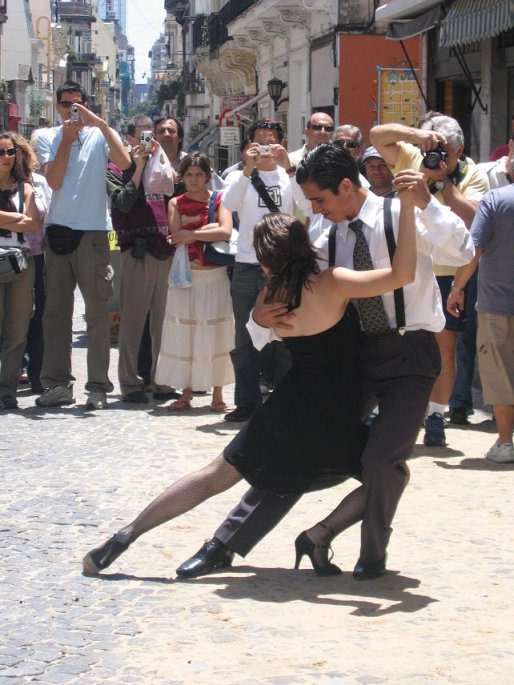
Pareja bailando tango

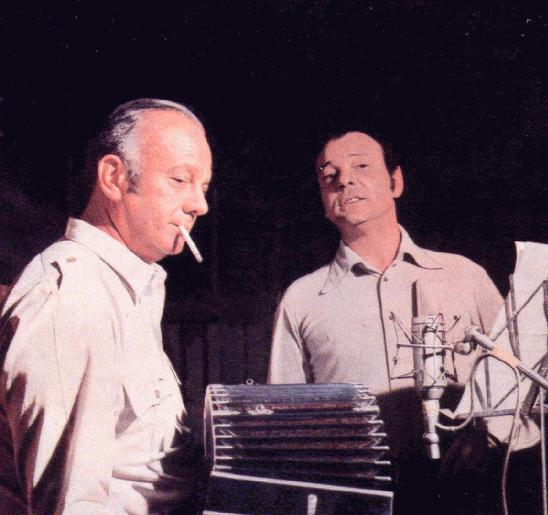
El dúo Astor Piazzolla-Horacio Ferrer, decisivos en la renovación del tango en los años 1960.

El tango es una danza rioplatense nacida en el Gran Buenos Aires y en Montevideo. Este ritmo-danza es característico de la Ciudad de Buenos Aires y Montevideo, y en menor medida, de Rosario. Este ritmo es de naturaleza netamente urbana y renombre internacional. La música que hoy se llama tango comienza a gestarse a mediados del siglo XIX a partir de otros géneros preexistentes, sobre todo la milonga pero también la habanera, la música de los esclavos africanos (sobre todo el candombe afroporteño) y montevideano, la música de las zarzuelas españolas, y una variedad de otros géneros folclóricos. A lo largo de su historia, el tango siguió siendo permeable a músicas populares foráneas, como las canzonettas italianas, el foxtrot, el jazz, y más recientemente el rock, así como a la música culta europea de diversas épocas.
La mayoría de los tangos suelen tener estructura ternaria, o simplemente binaria, de tema y estribillo (el predominio de esta última se consolidó con el tango-canción, popularizado por Carlos Gardel).
Al tango se le conoce como “el dos por cuatro”, ya que en sus orígenes se tocaba y escribía en compases binarios de subdivisión binaria (2/4), con acompañamiento parecido al de la habanera (que podría escribirse como una corchea con punto y una semicorchea, seguida de dos corcheas), aunque su ritmo fue evolucionando hacia un acompañamiento en compás cuaternario de subdivisión binaria (es decir, en 4/4, que podría escribirse como cuatro negras, acentuando la primera y la tercera).
En cuanto a los instrumentos utilizados para su interpretación y sus combinaciones, también ha variado a lo largo de la historia; parecería ser que la guitarra, el violín, la flauta y el acordeón fueron los instrumentos del tango primitivo. Hacia 1900 se suma el bandoneón, especie de organito con botonera (y no con un teclado, como algunos acordeones) traído al Río de la Plata por los inmigrantes alemanes (que pasaría a ser un ícono del género), el contrabajo, y también el piano, al comenzar a tocarse el tango en locales que pudieran costearse uno. Actualmente el tango puede tocarse con diversas combinaciones de instrumentos, como dúos de guitarra y bandoneón, o de guitarra y piano. Hacia principios del siglo XX surgen las llamadas “orquestas típicas” de tango, cuya formación más característica es: un piano, un contrabajo, cuerdas (dos violines o más, a veces viola y violonchelo) y bandoneones (entre dos y cuatro); las orquestas típicas tienen su auge en la década de 1940 y van disminuyendo conjuntamente con la costumbre de bailar el tango. A partir de la década del cincuenta y de allí en adelante se reeditan los formatos más pequeños, como puede verse en las diversas agrupaciones formadas por Astor Piazzolla.
Algunos de los tangos más conocidos son: El choclo, La cumparsita, Por una cabeza, Mi Buenos Aires querido, Adiós Nonino.

### Vallenato

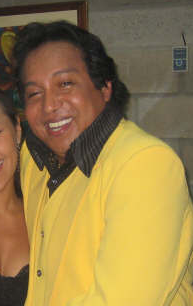
Diomedes Díaz Maestre fue el mayor intértprete de la música vallenata en Colombia

El vallenato es un género musical autóctono de la Costa Caribe colombiana con epicentro en la antigua provincia de Padilla (actuales sur de La Guajira, norte del Cesar y oriente del Magdalena) y presencia ancestral en la región sabanera de los departamentos de Bolívar, Sucre, Córdoba. Su popularidad se ha extendido hoy a todas las regiones del país y países vecinos como Panamá, Venezuela, Ecuador, y  México. Se interpreta tradicionalmente con tres instrumentos: el acordeón diatónico, la guacharaca y la caja vallenata. Los ritmos o aires musicales del vallenato son el paseo, el merengue, la puya, el son y la tambora. El vallenato también se interpreta con guitarra y con los instrumentos de la cumbia en cumbiambas y grupos de millo. El 29 de noviembre de 2013, el vallenato tradicional fue declarado Patrimonio Cultural Inmaterial de la Nación por el Consejo Nacional de Patrimonio del Ministerio de Cultura.

## Géneros importados
Entre los estilos importados de música popular, con un estilo latino distintivo, incluyen el jazz latino, el Rock latinoamericano (véase rock en español), el hip hop en español y todos los basados en estilos estadounidenses (jazz, rock and roll y hip hop).
La música de otras zonas de la región del Caribe goza también de amplia popularidad, especialmente el reggae y el dub de Jamaica, el calipso de Trinidad y Tobago y el soca o llamado tuturuwá de Antigua y Barbuda.

## Listas de Premios Grammy Latino y MTVLA
En Estados Unidos, los cantantes españoles (Julio Iglesias, Alejandro Sanz, David Bisbal) e italianos (Eros Ramazzotti, Laura Pausini, Tiziano Ferro, Raffaella Carrà) también son considerados como artistas de música latina.